# История Китая

Примерные территории, занимавшиеся различными династиями и государствами в истории Китая

Хронология истории Китая

Кита́йская цивилиза́ция — одна из древнейших в мире. По утверждениям китайских учёных, её возраст может составлять пять тысяч лет, при этом имеющиеся письменные источники охватывают период не менее 3500 лет.
Научный сотрудник Института Дальнего востока РАН, специалист по древней истории Китая Виктор Башкеев рассматривает утверждение о древности китайской государственности в числе мифов, связанных с начальными этапами развития китайской историографии, которая вобрала в себя множество легенд, создававших образ древнейшего государства.
Старший научный сотрудник отдела Китая Института востоковедения РАН, кандидат исторических наук Сергей Дмитриев утверждает, что данный миф возник в китайской историографии под влиянием работы европейского историка-китаиста Мартино Мартини.
Наличие систем административного управления, которые совершенствовались сменявшими друг друга династиями, раннее освоение крупнейших аграрных очагов в бассейнах рек Хуанхэ и Янцзы создавало преимущества для китайского государства, экономика которого основывалась на развитом земледелии, по сравнению с соседями-кочевниками и горцами. Ещё более укрепило китайскую цивилизацию введение конфуцианства в качестве государственной идеологии (I век до н. э.) и единой системы письма.
Следует понимать, что изучение такой временной протяжённости сопряжено с сильной асимметрией в количестве источников исторических сведений, в то время как относительное единство китайской цивилизации привело к тому, что поздняя эпоха активно соотносит себя со своими предшественниками, интерпретирует традиции. Чтобы облегчить объективное восприятие всей протяжённости китайской истории, используют следующее разделение, основанное на традиционной ханьской историографии:
- Доимперский Китай (Ся, Шан, Чжоу — до 221 до н. э.)
- Имперский Китай (Цинь — Цин)
- Новый Китай (1911 — совр.)

Первый период, скупо документированный, занимает примерно такой же временной промежуток, как и второй; второй период, в свою очередь, иногда делят на Ранний (до конца Тан) и Поздний (до конца Цин). При этом необходимо учитывать, что традиционная китайская историография включает суверенные государства других народов (монголов, маньчжуров, тибетцев и др.) в хроникально-династийную историю собственно Китая, игнорируя собственные исторические традиции этих народов и рассматривая их государства как части Китая.
Два ключевых исторических мифа о единстве в Восточной Азии как исторической норме для этого региона и о династиях, последовательно царствующих на престоле Сына Неба, позволили китайским элитам описывать исторический процесс в Китае в упрощенных категориях, на которых базируется и современная ключевая концепция «единого Китая» в границах бывшей империи Цин, управлявшейся, как и более ранние подобные империи, китайским императором. Специальный анализ привел к заключению, что не было преемственности династий, правивших одним и тем же единым Китаем, но были различные государства в некоторых регионах Восточной Азии, некоторые из которых были названы более поздними историографами как Империя, управляемая Сыном Неба.

## Периодизация
| Карта                    | Год                                   | Эпоха                             |
| Доимперский Китай        | Доимперский Китай                     | Доимперский Китай                 |
| ------------------------ | ------------------------------------- | --------------------------------- |
|                          | 8500 год до н. э. — 2070 год до н. э. | Доисторический Китай              |
|                          | 2070 год до н. э. — 1600 год до н. э. | Династия Ся                       |
|                          | 1600 год до н. э. — 1046 год до н. э. | Династия Шан                      |
|                          | 1046 год до н. э. — 256 год до н. э.  | Династия Чжоу                     |
|                          | 1046 год до н. э. — 771 год до н. э.  | Западная Чжоу                     |
|                          | 770 год до н. э. — 255 год до н. э.   | Восточная Чжоу                    |
|                          | 771 год до н. э. — 476 год до н. э.   | Вёсны и Осени                     |
|                          | 403 год до н. э. — 256 год до н. э.   | Сражающиеся царства               |
| Имперский Китай, ранний  |                                       |                                   |
|                          | 221 год до н. э. — 206 год до н. э.   | Династия Цинь                     |
|                          | 209 год до н. э. — 202 год до н. э.   | Династия Чу                       |
|                          | 206 год до н. э. — 220 год н. э.      | Династия Хань                     |
|                          | 206 год до н. э. — 9 год н. э.        | Западная Хань                     |
|                          | 9 год н. э. — 23 год                  | Династия Синь                     |
|                          | 25 год — 220 год                      | Восточная Хань                    |
|                          | 220 год — 280 год                     | Эпоха Троецарствия                |
| 200 год — 266 год        | Вэй                                   |                                   |
| 221 год — 263 год        | Шу                                    |                                   |
| 222 год — 280 год        | У                                     |                                   |
|                          | 265 год — 420 год                     | Династия Цзинь                    |
| 265 год — 316 год        | Западная Цзинь                        |                                   |
| 317 год — 420 год        | Восточная Цзинь                       |                                   |
|                          | 305 год — 439 год                     | Шестнадцать варварских государств |
|                          | 420 год — 589 год                     | Южные и Северные династии         |
|                          | 581 год — 618 год                     | Династия Суй                      |
|                          | 618 год — 907 год                     | Династия Тан                      |
|                          | 690 год — 705 год                     | Вторая Чжоу                       |
| Имперский Китай, поздний |                                       |                                   |
|                          | 907 год — 960 год                     | 5 династий и 10 царств            |
|                          | 907 год — 1125 год                    | Ляо                               |
|                          | 960 год — 1279 год                    | Династия Сун                      |
|                          | 960 год — 1127 год                    | Северная Сун                      |
|                          | 1127 год — 1279 год                   | Южная Сун                         |
|                          | 1115 год — 1234 год                   | Династия Цзинь                    |
|                          | 1038 год — 1227 год                   | Си Ся                             |
|                          | 1271 год — 1368 год                   | Династия Юань                     |
|                          | 1368 год — 1644 год                   | Династия Мин                      |
|                          | 1644 год — 1912 год                   | Династия Цин                      |
| Новый Китай              |                                       |                                   |
|                          | 1912 год — 1949 год                   | Китайская республика              |
|                          | 1915 год — 1916 год                   | Китайская империя                 |
|                          | 1912 год — 1928 год                   | Бэйянское правительство           |
|                          | 1928 год — 1949 год                   | Националистическое правительство  |
|                          | 1949 год — настоящее время            | Китайская Народная Республика     |

## Доисторический период
Каменные орудия в Шанчэне на Лёссовом плато на юге Китая датируются возрастом 2,12 млн лет, возраст стоянки Лунгупо относится к периоду раннего плейстоцена — 2,04 млн лет назад.
К эпохе палеолита в Китае относятся следующие палеоантропологические находки: синантроп из Чжоукоудянь, юаньмоуский человек, ланьтяньский человек, нанкинский человек, Homo erectus hexianensis из Лонтандуна (провинция Аньгу, округ Гексьян) возрастом 415 тыс. лет, 7 зубов Homo erectus из Байлундун (Bailongdong) в провинции Хубей (550 тыс. лет), череп Дали возрастом 209 000±23 000 лет и похожий на него череп из Хуалундуна (Hualongdong) с фрагментом челюсти и зубами с датировкой 150—412 тыс. л. н. из провинции Аньхой, Homo helmei из Чинньюшан (Jinniushan) возрастом 200—280 тыс. лет, череп Мапа возрастом 129—135 тыс. лет, черепа из Сюйчана возрастом 105—125 тыс. лет, два зуба и часть нижней челюсти Чжижэнь местонахождения Чжиженьдун (Zhirendong) возрастом 100—113 тыс. лет, Луна (Luna Cave) в местонахождении Лунадун (Lunadong) возрастом от 70 до 126 тыс. лет и известняковой пещеры в Бицзе возрастом 112—178 тыс. лет, человеческие останки из местонахождения Суйцзияо возрастом 104—125 тыс. лет.
Денисовский человек (Челюсть из Сяхэ), по данным палеопротеомики, жил 160 тыс. лет назад в карстовой пещере Байшия (Baishiya Karst Cave).
В провинции Хэнань найдено семь инструментов, изготовленных из костей животных, возрастом от 105 до 125 тыс. лет.
К позднему палеолиту относятся человек из пещеры Тяньюань возрастом 40 тыс. лет, у которого была определена митохондриальная гаплогруппа B, шаньдиндунский человек, человек из Оленьей пещеры, верхний резец (CV.939.2) из Лунгупо (ушаньский человек).
Самая древняя керамика (20 000—19 000 лет назад) на территории Китая известна по находкам горшков в пещере Сяньжэньдун в провинции Цзянси на юго-востоке КНР. В провинции Хунань найдены черепки от остроконечного сосуда в пещере Юйчаньянь возрастом 18,3—17,5 тыс. лет назад. Памятники Сярендун (14 610 ± 290 л. н.) и Мяоян (13 710 ± 270 л. н.) находятся в Южном Китае.
Неолитическая культура Синлунва (6200—5400 гг. до н. э.) — самая ранняя археологическая культура Китая, использовавшая предметы из жада и рисунки драконов. Гончарные изделия Синлунва были в основном цилиндрическими и обжигались при низких температурах. В нескольких кувшинах из Цзяху обнаружены следы алкогольных напитков, полученных при ферментации риса, меда и некоторых местных растений. Неолитическая культура Бэйсинь, культивировавшая просо, существовала 5300—4100 лет до нашей эры.
Китайская цивилизация (предков государствообразующего этноса хань) — группа культур (Баньпо 1, Шицзя, Баньпо 2, Мяодигоу, Чжуншаньчжай 2, Хоуган 1 и др.) среднего неолита (ок. 4500—2500 гг. до н. э.) в бассейне реки Хуанхэ, которые традиционно объединяются общим названием Яншао. Представители этих культур выращивали зерновые (чумиза и др.) и занимались разведением свиней. Позднее в этом районе распространилась культура Луншань: появились ближневосточные виды злаков (пшеница и ячмень) и породы домашнего скота (коровы, овцы, козы). Синхронно Яншао существовала культура Хуншань, сформировавшаяся на основе местной культуры Синлунва. У представителей культуры Хуншань определили Y-хромосомные гаплогруппы N1 (xN1a, N1c), С и O3a (O3a3).

## ГосударствоШан-Инь(XVII—XI вв. до н. э.)

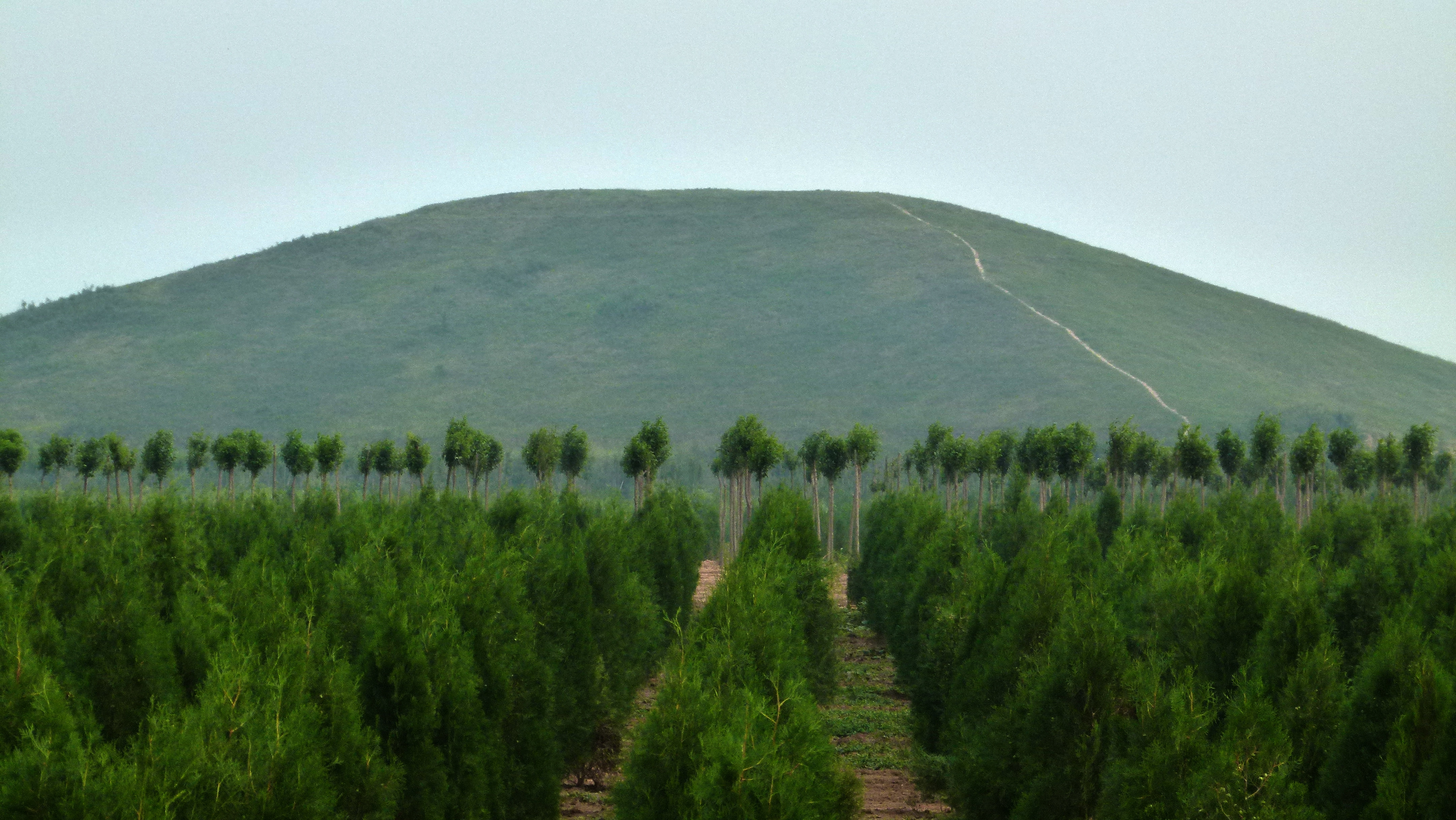
Курганы с захоронениями древних китайских правителей (могила императрицы Люй Чжи)

Государство Шан-Инь (商殷) (династия Шан, кит. упр. 商, пиньинь shāng), возникшее в кон. XVII века до н. э. в среднем течении р. Хуанхэ в селе Аньян, было первым государственным образованием бронзового века на территории Китая, существование которого подкреплено сообщениями археологических, нарративных и эпиграфических источников. Согласно современным представлениям, у него были предшественники в различных районах бассейна р. Янцзы Учэн и др. и в бассейне р. Хуанхэ Эрлитоу, Эрлиган. В эпоху государства Шан (1600 по 1027 год до нашей эры) технология изготовления бронзы появилась на территории Китая уже в готовом виде.
Появление бронзовой металлургии и колесниц в Китае послужило основанием для гипотез индоевропейского происхождения династии. Однако в ряде работ говорится лишь о перенятии технологий у соседей и об автохтонности культуры Шан-Инь.
В результате войн с соседними народами к XI веку до н. э. влияние шанских правителей распространилось на территории современных провинций Хэнань и Шаньси, а также часть территорий провинций Шэньси и Хэбэй.
Тогда существовал лунный календарь и использовалась письменность — прообраз современного иероглифического китайского письма. Важнейшим источником эпохи Шан-Инь являются гадательные надписи на специально обработанных бараньих лопатках и панцирях черепах. Всего было обнаружено более 150 тыс. таких надписей.
Иньцы значительно превосходили окружающие их народы с военной точки зрения — у них было профессиональное войско, использовавшее бронзовое оружие, луки, копья и боевые колесницы. Иньцы практиковали человеческие жертвоприношения — чаще всего в жертву приносились пленные.
В XI веке до н. э. государство Шан было завоёвано коалицией народов во главе с правителем раннего государственного образования Чжоу — У-ваном.

## ГосударствоЧжоу(XI—III вв. до н. э.)

Китайская медная монета в виде мотыги. Лоян, V—III в. до н. э. (Изображение перевёрнуто вверх ногами.)

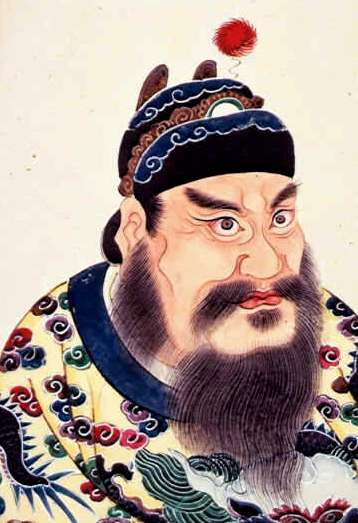
Цинь Шихуанди — первый император Китая. Изображение XVIII века

Обширная территория государства Чжоу (кит. упр. 周, пиньинь Zhōu), охватывавшая практически весь бассейн Хуанхэ, со временем распалась на множество соперничающих между собой самостоятельных государственных образований — изначально, наследственных уделов на территориях, заселённых различными племенами и расположенных на удалении от столиц — Цзунчжоу (западной — около г. Сиань) и Чэнчжоу (восточной — Лои, Лоян). Эти уделы предоставлялись во владение родственникам и приближённым верховного правителя — обычно чжоусцам. В междоусобной борьбе число первоначальных уделов постепенно сокращалось, а сами уделы укреплялись и становились более самостоятельными.
Население Чжоу было разнородным, причём наиболее крупную и развитую его часть составляли иньцы. В государстве Чжоу значительная часть иньцев была расселена на новых землях на востоке, где была построена новая столица — Чэнчжоу (современная провинция Хэнань).
Для периода Чжоу в целом характерно активное освоение новых земель, расселение и этническое смешивание выходцев из различных районов, уделов (впоследствии — царств), что способствовало созданию фундамента будущей китайской общности.
Период Чжоу (XI—III вв. до н. э.) делится на так называемые Западное и Восточное Чжоу, что связано с переездом правителя Чжоу в 770 году до н. э. под угрозой нашествия варварских племён из Цзунчжоу — первоначальной столицы государства — в Чэнчжоу. Земли в районе старой столицы были отданы одному из союзников правителя государства, который создал здесь новый удел Цинь. Впоследствии именно этот удел станет центром единой китайской империи.
Период Восточное Чжоу, в свою очередь, разделяется на два периода:
- Чуньцю («Период Весны и Осени» VIII—V века до н. э.);
- Чжаньго («Период Сражающихся царств», V—III века до н. э.).

В период Восточного Чжоу власть центрального правителя — вана, сына Неба, правящего Поднебесной по Мандату Неба, — постепенно ослабла, а ведущую политическую роль стали играть сильные уделы, возглавляемые удельными князьями (чжу хоу), превращавшиеся в крупные царства. Большинство из них (за исключением окраинных) именовали себя «срединными государствами» (чжун-го), ведущими своё происхождение от раннечжоуских уделов.
В период Восточного Чжоу формируются основные философские школы Древнего Китая — конфуцианство (VI—V вв. до н. э.), моизм (V в. до н. э.), даосизм (IV в. до н. э.), легизм.
В V—III вв. до н. э. (период Чжаньго) Китай вступает в железный век. Расширяются сельскохозяйственные площади, увеличиваются ирригационные системы, развиваются ремёсла. Помимо роли в производстве, железные орудия буквально революционизировали армию. На смену колесницам пришла многочисленная и хорошо вооружённая пехота, а затем и конница. Происходили сражения с участием многих десятков и сотен тысяч воинов, развивались военная стратегия и тактика, что нашло отражение в трактатах о военном искусстве (Сунь Цзы).
В период Чжаньго на территории Китая сосуществовало семь крупнейших царств — Вэй, Чжао и Хань (ранее все три входили в царство Цзинь), Цинь, Ци, Янь и Чу. Постепенно в результате ожесточённого соперничества верх стало одерживать самое западное — Цинь. Присоединив одно за другим соседние царства, в 221 до н. э. правитель Цинь — будущий император Цинь Ши Хуан Ди — объединил весь Китай под своей властью.
Так в середине III века до н. э. завершился период Восточного Чжоу.

## Империя Цинь (221—206 до н. э.)
Объединив древнекитайские царства, император Цинь Шихуанди (кит. упр. 秦始皇, пиньинь Qín Shǐ Huáng) конфисковал всё оружие у населения, переселил десятки тысяч семей наследственной знати из различных царств в новую столицу — Сяньян и разделил огромную страну на 36 новых областей, которые возглавили назначаемые губернаторы.
При императоре Цинь Шихуанди были соединены оборонительные стены (валы) северных чжоуских царств и создана Великая китайская стена. Было сооружено несколько стратегических дорог из столицы на окраины империи. В результате успешных войн на севере хунну (сюнну) были оттеснены за Великую стену, также были присоединены значительные территории племён юэ, в том числе северная часть современного Вьетнама.

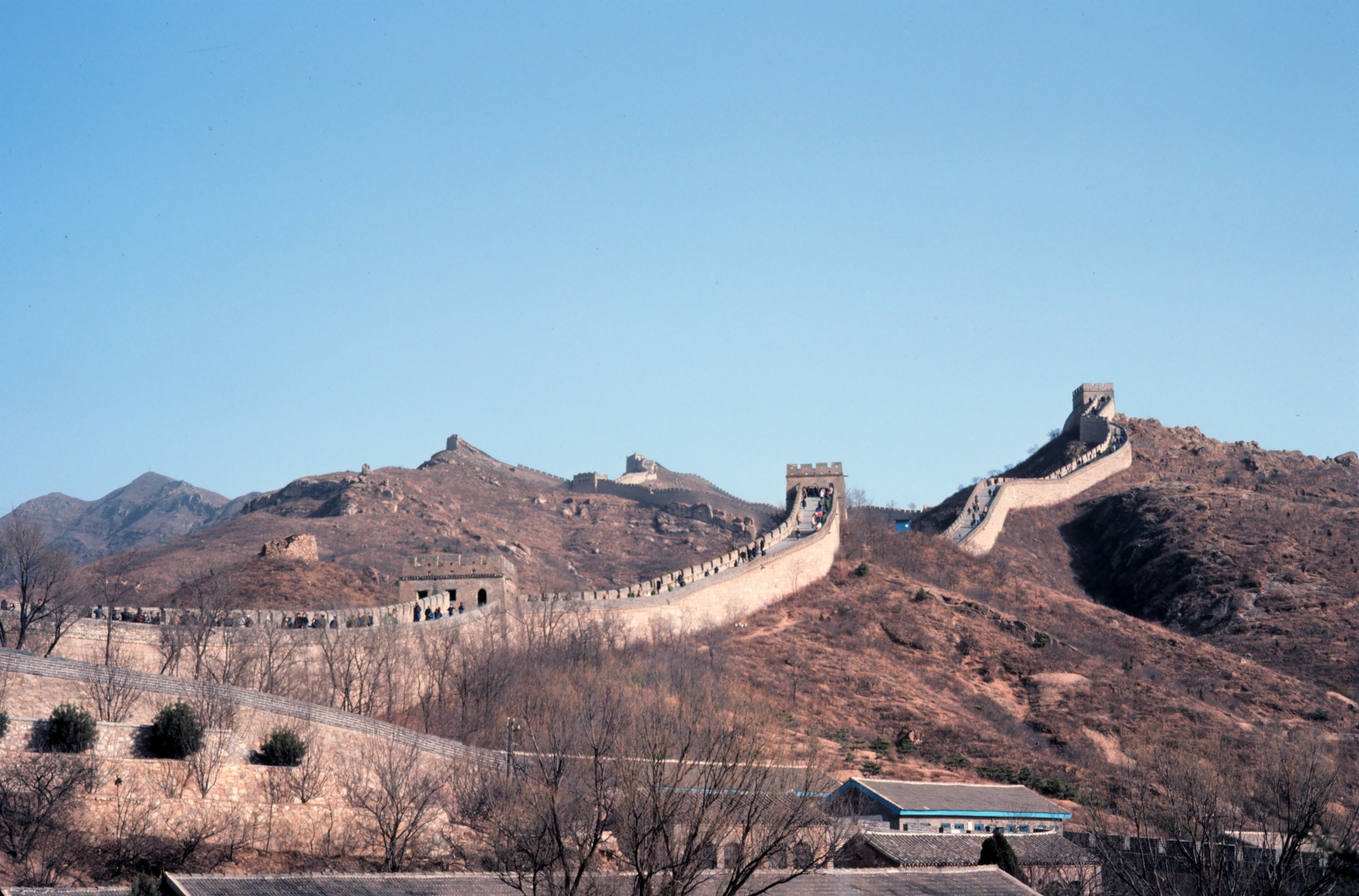
Строительство Великой китайской стены, протянувшейся на более чем 6700 км, было начато в III веке до н. э. для защиты северных районов Китая от набегов кочевников

Цинь Шихуанди, строивший все свои реформы на основах легизма с казарменной дисциплиной и жестокими наказаниями провинившихся, преследовал конфуцианцев, предавая их казни (погребение заживо) и сжигая их сочинения — за то, что они смели выступать против установившегося в стране жесточайшего гнёта.
Империя Цинь прекратила существование вскоре после смерти Цинь Шихуанди.

## Империя Хань(206 год до н. э. — 220 год н. э.)
Важная особенность смены династий в Китае состояла в том, что каждая новая династия приходила на смену предыдущей в обстановке социально-экономического кризиса, ослабления центральной власти и войн между военачальниками. Основателем нового государства становился тот из них, кто мог захватить столицу и насильственно отстранить правившего императора от власти. Вторую в истории Китая империю, получившую название Хань (кит. трад. 漢, упр. 汉, пиньинь Hàn; 206 до н. э. — 220 н. э.) основал выходец из среднего чиновничества Лю Бан (Гао-цзу, 206—195 до н. э.), один из военачальников возрождённого царства Чу, воевавших против Цинь после смерти императора Цинь Шихуана в 210 г. до н. э. Китай в это время переживал экономический и социальный кризис, вызванный потерей управляемости и войнами военачальников циньских армий с элитами упразднённых ранее царств, пытавшихся восстановить свою государственность. Из-за переселений и войн значительно сократилась численность сельского населения в основных аграрных районах.
С правления Гао-цзу начинается новый период китайской истории, который получил название Западная Хань, так как столица империи Чанъань находилась на западе, в бывшем царстве Цинь. Обширные территории на востоке и юге были отданы в наследственное управление соратникам и родственникам Лю Бана, и его преемникам пришлось постепенно дробить и ослаблять эти удельные образования. Вэнь-ди (180—157 до н. э.) окончательно отказался от легистского наследия и проводил собственную политику, включавшую снижение налогов для крестьян, смягчение наказаний, отказ от завоевательных войн и престижных расходов, материальную помощь старикам и вдовам, разрешение свободно критиковать и даже ругать императора. Вместе с правлением его сына Цзин-ди его царствование осталось в памяти народа как первый в реальной истории Китая период мира и благополучия.
При императоре У-ди (140—87 до н. э.) государственной идеологией стало восстановленное и реформированное конфуцианство, положенное в основу формирования бюрократии. Именно с этого времени берёт своё начало китайская конфуцианская империя, в которой каждый чиновник должен был прежде всего твёрдо знать труды классиков.
При нём территория ханьской империи значительно расширилась. Были захвачены вьетское государство Намвьет (территория современной провинции Гуандун, Гуанси-Чжуанского автономного района и север Индокитайского полуострова), вьетские государства в южных частях современных провинций Чжэцзян и Фуцзянь, корейское государство Чосон, присоединены земли на юго-западе, сюнну оттеснены далее на север. Масштабные военные кампании требовали повышения налогов и влекли большие людские потери.
Китайский путешественник Чжан Цянь проник далеко на запад и описал многие страны Средней Азии (Согдиана, Бактрия, Парфия и др.). Вдоль пройденного им маршрута сложился торговый путь через Джунгарию и Восточный Туркестан в страны Средней Азии и Ближнего Востока — так называемый «Великий шёлковый путь». Империя на некоторое время подчинила себе оазисы-протогосударства вдоль Шёлкового пути и распространила своё влияние до Памира. В I в. н. э. в Китай из Индии начал проникать буддизм.
В период с 8 по 23 гг. н. э. власть захватил Ван Ман, провозгласивший себя императором и основателем государства Синь. Начался ряд преобразований, который прервался экологической катастрофой — река Хуанхэ изменила русло. Из-за трёхлетнего голода центральная власть ослабла. В этих условиях начались восстание краснобровых и движение представителей рода Лю за возвращение престола. Ван Ман был убит, столица взята, власть возвратилась династии Лю.
Новый период получил название Восточная Хань (так как столица была перенесена из Чанъаня на восток, в Лоян), он продлился до 220 г. н. э.

## Государство Цзинь и периодСеверных и Южных династий(IV—VI вв.)
Восточную Хань сменил период Троецарствия (Вэй, Шу и У). В ходе борьбы за власть между военачальниками было основано новое государство Цзинь (кит. трад. 晉, упр. 晋, пиньинь jìn; 265—420).
В начале IV века Китай подвергся нашествию кочевников — сюнну (гуннов), сяньбийцев, цянов, цзе и др. Весь Северный Китай был захвачен кочевниками, которые создали здесь свои царства, так называемые 16 варварских государств Китая. Значительная часть китайской знати бежала на юг и юго-восток, основанное там государство получило название Восточная Цзинь.
Кочевники приходили волнами, одна за другой, и после каждой из этих волн в Северном Китае возникали новые царства и правящие династии, которые, однако, принимают классические китайские названия (Чжао, Лян, Цинь, Вэй и др.).
В это время, с одной стороны, происходит варваризация образа жизни оседлых китайцев — разгул жестокости, произвола, массовых убийств, нестабильности, казней и бесконечных переворотов. А с другой стороны, пришельцы-кочевники активно стремятся использовать китайский опыт управления и китайскую культуру для стабилизации и упрочения своей власти — мощь китайской конфуцианской цивилизации в конечном счёте гасит волны нашествий варварских племён, которые подвергаются китаизации. К концу VI века потомки кочевников практически полностью ассимилируются с китайцами.
На севере Китая верх в столетней борьбе между некитайскими царствами берёт сяньбийское государство Тоба Вэй (Северная Вэй), объединившее под своей властью весь Северный Китай (бассейн Хуанхэ) и к концу V века в борьбе против южнокитайского государства Сун распространившее своё влияние до берегов Янцзы. При этом уже в VI веке, как было сказано, захватчики-сяньбийцы ассимилировались с подавляющим большинством местного населения.
С началом варварских вторжений на север Китая, сопровождавшихся массовым уничтожением и порабощением местного населения, до миллиона местных жителей — в первую очередь знатных, богатых и образованных, включая императорский двор, — перебрались на юг, в районы, сравнительно недавно присоединённые к империи. Пришельцы с севера, заселив речные долины, активно занялись выращиванием риса и постепенно превратили Южный Китай в основной земледельческий район империи. Уже в V веке здесь стали собирать по два урожая риса в год. Резко ускорилась китаизация и ассимиляция местного населения, колонизация новых земель, строительство новых городов и развитие старых. На юге сосредоточился центр китайской культуры.
Одновременно здесь укрепляет свои позиции буддизм — на севере и юге построено уже несколько десятков тысяч монастырей с более чем 2 млн монахов. В немалой степени распространению буддизма способствует ослабление официальной религии — конфуцианства — в связи с варварскими вторжениями и междоусобицами. Первыми китайскими буддистами, способствовавшими популяризации новой религии, были приверженцы даосизма — именно с их помощью переводились с санскрита на китайский древние буддийские тексты. Буддизм постепенно стал процветающей религией.

## Государство Суй(581—618)
Процесс китаизации варваризованного севера и колонизованного юга создаёт предпосылки для нового объединения страны. В 581 севернокитайский полководец Чжоу Ян Цзянь объединяет под своей властью весь Северный Китай и провозглашает новую династию Суй (581—618), а после уничтожения южнокитайского государства Чэнь возглавляет объединённый Китай. В начале VII века его сын Ян Ди ведёт войны против корейского государства Когурё (611—614) и вьетнамского государства Вансуан, строит Великий канал между Хуанхэ и Янцзы для транспортировки риса с юга в столицу, создаёт роскошные дворцы в столице Лоян, восстанавливает и строит новые участки Великой китайской стены, пришедшей в упадок за тысячу лет.
Подданные не выдерживают тягот и лишений и восстают. Ян Ди убивают, а династию Суй сменяет династия Тан (618—907), основатель — шансийский феодал Ли Юань.

## Государство ТаниГосударство Сун618—907

Территория династии Тан и её изменения на протяжении истории

Правители из династии Ли покончили с выступлениями знати и провели ряд успешных преобразований. Происходит разделение страны на 10 провинций, была восстановлена «надельная система», усовершенствовано административное законодательство, укреплена вертикаль власти, оживились торговля и городская жизнь. Значительно увеличились размеры многих городов и численность городского населения.
К концу VII века усилившееся военное могущество Танской империи приводит к расширению территории Китая за счёт Восточно-Тюркского и Западно-Тюркского каганатов. Государства, расположенные в Джунгарии и Восточном Туркестане, на некоторое время становятся данниками Китая. Корейское государство Когурё покорено и становится Аньдунским наместничеством Китая. Вновь открыт Великий шёлковый путь.
В VIII—X вв. в Китае получают распространение новые сельскохозяйственные культуры — в частности, чай, хлопок.
Развивается морская торговля, главным образом через Гуанчжоу (Кантон), с Индией и Ираном, Арабским Халифатом, корейским государством Силла и Японией.
В VIII веке империю Тан ослабляют конфликты между центральной властью и военными наместниками на периферии. Окончательно господство династии Ли подрывает война Хуан Чао за престол 874—901.

## ГосударстваСун,ЛяоиЦзинь907—1279

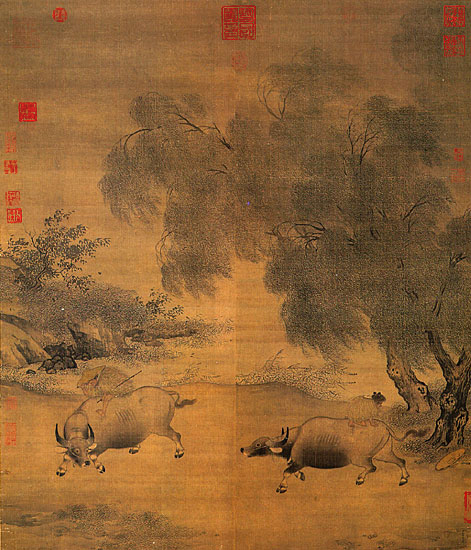
Возвращение домой стада быков в ненастье, работы Ли Ди, XII век

Пять династий и десять царств (кит. 五代十國, 907—979) — эпоха политических переворотов в Китае, в течение долгого времени в стране не удаётся восстановить единую государственную власть, что связано с и междуусобными войнами, особенно на севере страны.
В 960 военачальник Чжао Куан-инь основывает династию Сун (кит. упр. 宋, пиньинь Sòng; 960—1279). Все три столетия Сун прошли под знаком успешного давления на Внутренний Китай со стороны северных степных народов.
Ещё в начале X века усилилось развитие и консолидация протомонгольской этнической общности киданей, соседствовавшей с Китаем на северо-востоке. Государство киданей, основанное в 916 и существовавшее по 1125, получило название Ляо. Активно укрепляясь на северных рубежах, кидани отторгли часть китайских территорий (часть современных провинций Хэбэй и Шаньси). Основы управления в государстве Ляо были созданы китайцами и корейцами, на основе китайских иероглифов и из китайских элементов письма была создана письменность, развивались города, ремёсла, торговля. Не сумев справиться с соседями и вернуть утраченные территории, Сунская империя была вынуждена пойти на подписание в 1004 мирного договора и согласиться на выплату дани. В 1042 дань была увеличена, а в 1075 Сунская империя отдала киданям ещё часть своей территории.
В то же время на северо-западных окраинах Сунской империи, к западу от киданей, на рубеже X—XI вв. складывается сильное государство тангутов — Западное Ся. Тангуты отторгли от Китая часть современной провинции Шэньси, целиком территорию современной провинции Ганьсу и Нинся-Хуэйского автономного района. С 1047 Сунской империи пришлось и тангутам платить дань серебром и шёлком.
Несмотря на вынужденные территориальные уступки соседям, период Сун считается эпохой экономического и культурного расцвета Китая. Растёт число городов, продолжается рост численности городского населения, китайские ремесленники достигают высот в изготовлении изделий из фарфора, шёлка, лака, дерева, слоновой кости и др. Изобретены порох и компас, распространяется книгопечатание, выводятся новые высокоурожайные сорта зерновых, увеличиваются посевы хлопка. Одной из наиболее впечатляющих и эффективных из данных инноваций было вполне сознательное, систематическое и хорошо организованное внедрение и распространение новых сортов скороспелого риса из Южного Вьетнама (Чампы).

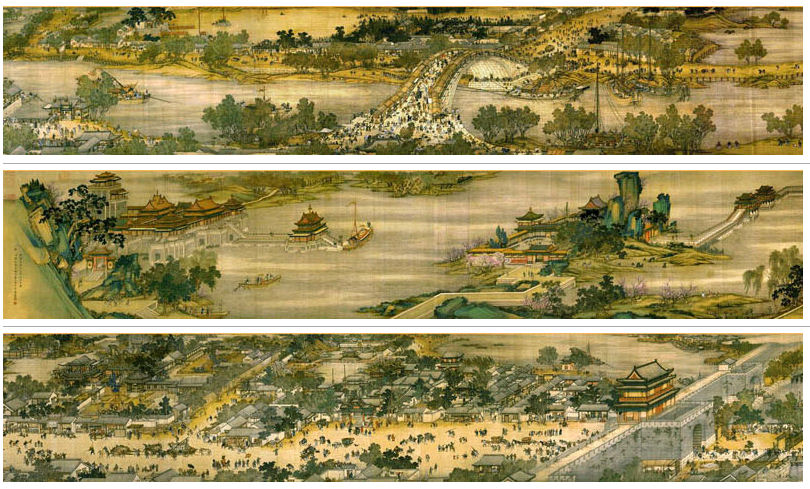
Чжан Цзэдуань. «По реке в День поминовения усопших» (XII век)

В XII веке Китаю приходится отдать ещё большую территорию новым захватчикам — южноманьчжурским чжурчжэням, создавшим (на базе уничтоженной ими в 1125 империи киданей Ляо) государство (впоследствии — империю) Цзинь (1115—1234), границы которой проходили по р. Хуайхэ. При этом часть разбитых киданей ушла на запад в Центральную Азию, где в районе рек Талас и Чу сложилось небольшое государство кара-китаев — Западное Ляо (1124—1211).
В 1127 чжурчжэни захватывают столицу империи Сун — Кайфын и берут в плен императорскую семью. Один из сыновей императора бежит на юг, в Ханчжоу, который впоследствии становится столицей новой — южносунской империи (1127—1280). Продвижение армии чжурчжэней на юг сдерживает лишь река Янцзы. Граница между Цзинь и южносунской империей устанавливается по междуречью Хуанхэ и Янцзы. Северный Китай вновь на длительное время оказывается под господством иноземных завоевателей.
В 1141 подписан мирный договор, согласно которому Сунская империя признаёт себя вассалом империи Цзинь и обязуется платить ей дань.

## Монголы игосударство Юань(1271—1368)

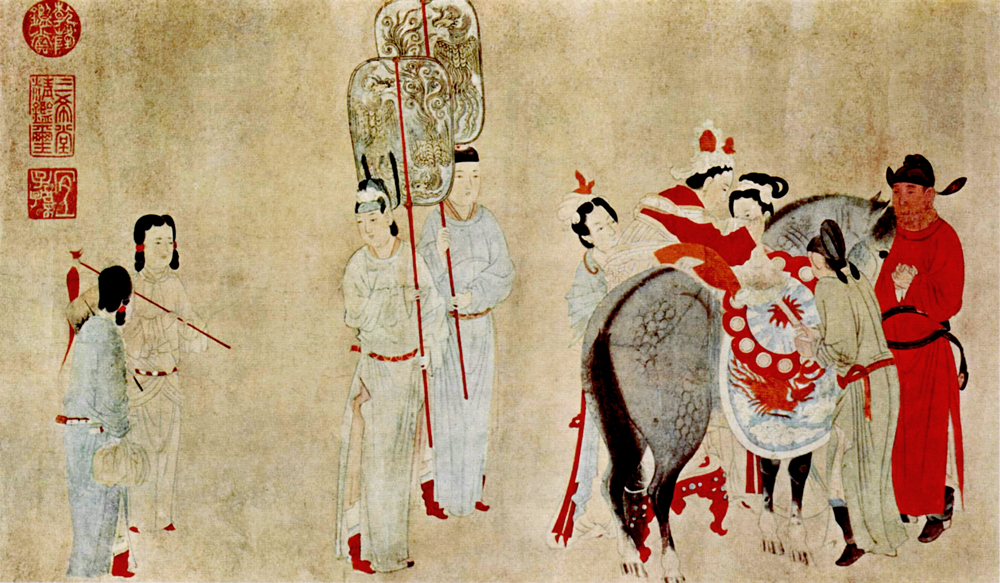
Ян-гуйфэй, седлающая лошадь, работы Цянь Сюана (1235—1305 н. э.)

В начале XIII века в Китай вторгаются монголы. До XIII века монголы являлись частью большой степной общности, которую китайцы называли «татарами». Их предшественники — протомонгольские и раннемонгольские группы и народы, одним из которых были кидани, представляли собой степных кочевников, разводивших лошадей и рогатый скот, кочевавших от пастбища к пастбищу и организованных в небольшие родоплеменные коллективы, связанные общностью происхождения, языка, культуры и т. п.
Соседство с развитой китайской цивилизацией способствовало ускорению процесса создания племён, а затем и мощных племенных союзов во главе с влиятельными вождями. В 1206 на всемонгольском курултае вождём всех монголов был провозглашён победивший в жестокой междоусобной борьбе Темучин, принявший имя и титул Чингисхана.
Чингисхан создал организованную и боеспособную армию, которая и стала решающим фактором в последующих успехах сравнительно немногочисленного монгольского этноса.
Покорив соседние народы Южной Сибири, Чингисхан в 1210 пошёл войной на чжурчжэней и в 1215 взял Пекин.
В 1219—1221 была разорена Средняя Азия и завоёвано государство Хорезмшахов. В 1223 — разбиты русские князья, в 1226—1227 — уничтожено государство тангутов. В 1231 основные силы монголов вернулись в Северный Китай и к 1234 завершили разгром чжурчжэньского государства Цзинь.
Завоевания в Южном Китае были продолжены уже в 1250-х, после похода в Европу. Вначале монголы захватили страны, окружавшие Южно-Сунскую империю — государство Дали (1252—1253), Тибет (1253). В 1258 монгольские войска под предводительством хана Хубилая с разных сторон вторглись в Южный Китай, но осуществлению их планов помешала неожиданная смерть Великого хана Мункэ (1259). Хан Хубилай, захватив ханский престол, в 1260 перенёс столицу из Каракорума на территорию Китая (сначала в Кайпин, а в 1264 в Чжунду — современный Пекин). Столицу южносунского государства Ханчжоу монголам удалось взять лишь в 1276. К 1280 весь Китай был завоёван, а Сунская империя — уничтожена.
После покорения Китая хан Хубилай провозглашает девиз правления Юань (кит. упр. 元朝, пиньинь Yuáncháo, 1271—1368), на службу новой власти привлекаются кидани, чжурчжэни, тюрки и даже европейцы — в частности, в это время Китай посещает венецианский купец Марко Поло.
Удел Хубилая и его потомков, великих ханов Монголии — Великое Юаньское государство (монг.: Их Юан улс), стал частью Великой Монгольской империи (монг.: Их Монгол улс). Китай в этот период не был суверенным государством и представлял собой неотъемлемую часть империи монголов.
25 сентября 1303 года на территории нынешней провинции Шаньси произошло одно из самых смертоносных землетрясений в истории Земли; погибло более 270 тысяч человек.
Тяжёлый экономический, политический и национальный гнёт, установленный монгольскими феодалами, сдерживал развитие страны. Множество китайцев было обращено в рабство. Земледелие и торговля были подорваны. Не выполнялись необходимые работы по поддержанию ирригационных сооружений (дамб и каналов), что привело в 1334 к чудовищному наводнению и гибели нескольких сот тысяч человек. Великий Китайский канал был заброшен во время монгольского господства.
Народное недовольство новыми правителями вылилось в мощное патриотическое движение и восстания, которые возглавили руководители тайного общества «Белый лотос» (Байляньцзяо).

## Империя Мин (1368—1644)

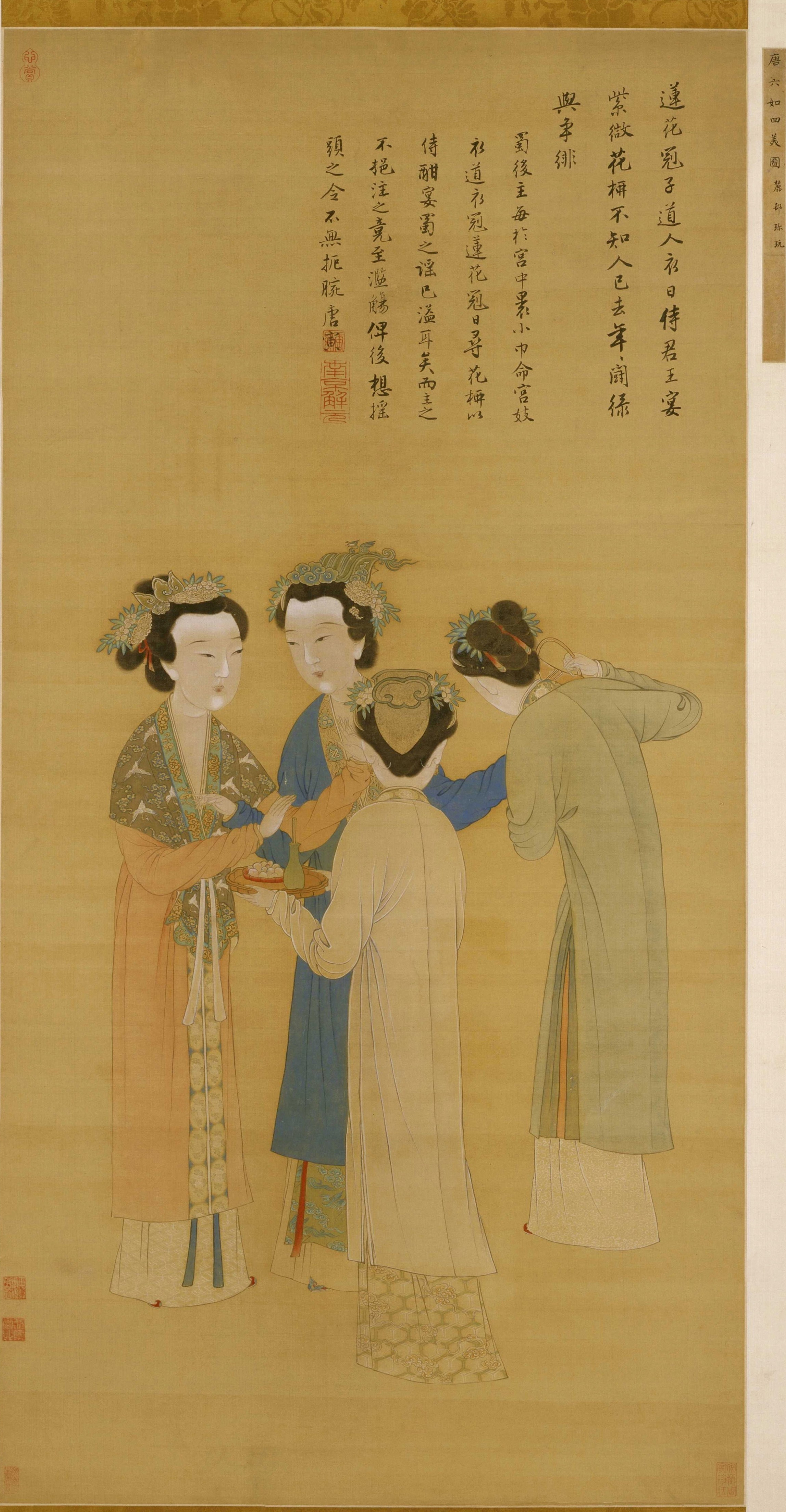
Придворные дамы царства Шу, работы Тан Ина(1470—1523)

В результате длительной борьбы в середине XIV века монголы были изгнаны. К власти пришёл один из руководителей восстания — сын крестьянина Чжу Юаньчжан, основавший государство Мин (кит. упр. 明, пиньинь Míng; 1368—1644). Китай вновь стал независимым государством. В 1388 году китайцами Мин была уничтожена старая монгольская столица Каракорум.
Монголы, оттеснённые на север, приступают к активному освоению степей современной Монголии. Империя Мин подчиняет себе часть чжурчжэньских племён, государство Наньчжао (современные провинции Юньнань и Гуйчжоу), часть современных провинций Цинхай и Сычуань.
Китайский флот под командой Чжэн Хэ, состоящий из нескольких десятков крупных океанских джонок, за период с 1405 по 1433 совершает несколько морских экспедиций в Юго-Восточную Азию, Индию и к восточному побережью Африки. Не принеся Китаю никакой экономической выгоды, экспедиции были прекращены, а корабли — разобраны.
В XVI веке происходит первая попытка усилившейся Японии вторгнуться в Китай и Корею. В это же время в Китай проникают европейцы — португальцы, испанцы, голландцы. В 1557 Португалия овладела на правах «аренды» китайской территорией Аомынь (Макао). В Китае появляются и христианские миссионеры — иезуиты. Они привезли в Китай новые инструменты и механизмы — часы, астрономические приборы, наладили здесь производство огнестрельного оружия. В то же время они занимаются доскональным изучением Китая.

## Империя Цин (1645—1911)
К концу XVI века северные соседи империи Мин — потомки чжурчжэньских племён, разбитых в своё время Чингисханом, — объединяются вокруг владения Маньчжоу под предводительством вождя Нурхаци (1559—1626). В 1609 Нурхаци прекращает платить дань Китаю, а затем провозглашает собственную династию Цзинь. С 1618 маньчжуры усиливают вооружённое давление на Китай. За восемь лет они выходят практически к Великой китайской стене (на крайнем востоке).
Преемник Нурхаци Абахай провозглашает себя императором и меняет название династии на Цин. В начале XVII века маньчжуры завоевали Южную (Внутреннюю) Монголию. На всей территории Южной Маньчжурии и захваченных ханств Южной Монголии устанавливается централизованная администрация.
Маньчжурская конница, поддержанная внутренними монголами, начинает совершать регулярные набеги на Китай, грабя и обращая в рабство сотни тысяч китайцев. Императору Мин приходится направить на северные рубежи свою лучшую армию под командованием У Саньгуя. Тем временем в Китае разгорается очередное крестьянское восстание. В 1644 крестьянские отряды под предводительством Ли Цзычэна, разгромив все остальные армии, занимают Пекин, а сам Ли Цзычэн провозглашает себя императором. У Саньгуй пропускает маньчжурскую конницу на Пекин. Маньчжуры разбивают Ли Цзычэна в Шанхайгуаньской битве. 6 июня 1644 маньчжуры захватывают столицу. Ли Цзычэн вскоре гибнет, а маньчжуры объявляют своего малолетнего императора Айсиньгёро Фулиня правителем всего Китая. У Саньгуй вместе со всей армией переходит на службу к завоевателям.
Борьба против маньчжурских захватчиков продолжается ещё долго, но ослабленный Китай не в силах противостоять хорошо вооружённому и организованному войску. Последний оплот сопротивления — Тайвань захвачен маньчжурами в 1683. Китай таким образом утратил государственный суверенитет и стал неотъемлемой частью другого государства — маньчжурской империи Цин.
Маньчжурская династия в империи Цин правила с 1645 по 1911 год . В руках маньчжурской знати находились высшие органы власти и руководство армией. Смешанные браки были запрещены, и тем не менее маньчжуры быстро китаизировались, тем более что, в отличие от монголов, они не противопоставляли себя китайской культуре.
Начиная с Канси (годы правления 1663—1723), маньчжурские императоры были буддистами, а в этике — конфуцианцами, управляя страной по древним законам. Китай под властью династии Цин в XVII—XVIII вв. развивался достаточно интенсивно. К началу XIX века в империи Цин насчитывалось уже около 300 млн человек — примерно в пять раз больше, чем на той же территории в среднем на протяжении предыдущих двух тысяч лет. Демографическое давление привело к необходимости интенсификации сельскохозяйственного производства при активном участии государства. Маньчжуры обеспечили покорность китайского населения, но при этом заботились о процветании экономики страны и благосостоянии народа.

### Внешняя экспансия Цин
Правители государства Цин проводили политику изоляции Китая от внешнего мира. Европейская колонизация почти не затронула империю. Католические миссионеры играли заметную роль при императорском дворе до конца XVII века, после чего христианские церкви были постепенно закрыты, а миссионеры — высланы из страны. В середине XVIII века была ликвидирована торговля с европейцами, за исключением одного порта в Кантоне (Гуанчжоу). Опорным пунктом иностранной торговли оставался остров Макао, находившийся под контролем португальцев.
В первые два столетия цинской династии Китай, закрытый от повседневных контактов с внешним миром, проявлял себя как сильное независимое государство, осуществляющее экспансию во всех направлениях.
Вассалом империи Цин была Корея. В конце XVII века сюзеренитет маньчжурских императоров признали князья Внешней Монголии. В 1757 году было уничтожено Джунгарское ханство, и территория его вместе с покорённым к 1760 году Восточным Туркестаном была включена в состав Цинской империи под названием Синьцзян («Новая граница»). После ряда походов маньчжуро-китайской армии против Тибета это государство в конце XVIII века попало в зависимость от Цинской империи. Войны Цинской империи против Бирмы (1765—1769) и Вьетнама (1788—1789) оказались неудачными и закончились поражением цинских войск.
Одновременно осуществлялась экспансия на север и северо-восток, что неминуемо привело к конфликту с Россией в Приамурье. В течение двух веков территория империи Цин увеличилась более чем вдвое. Важно отметить при этом, что Цинская империя — не Китай: последний был лишь одной из её частей.

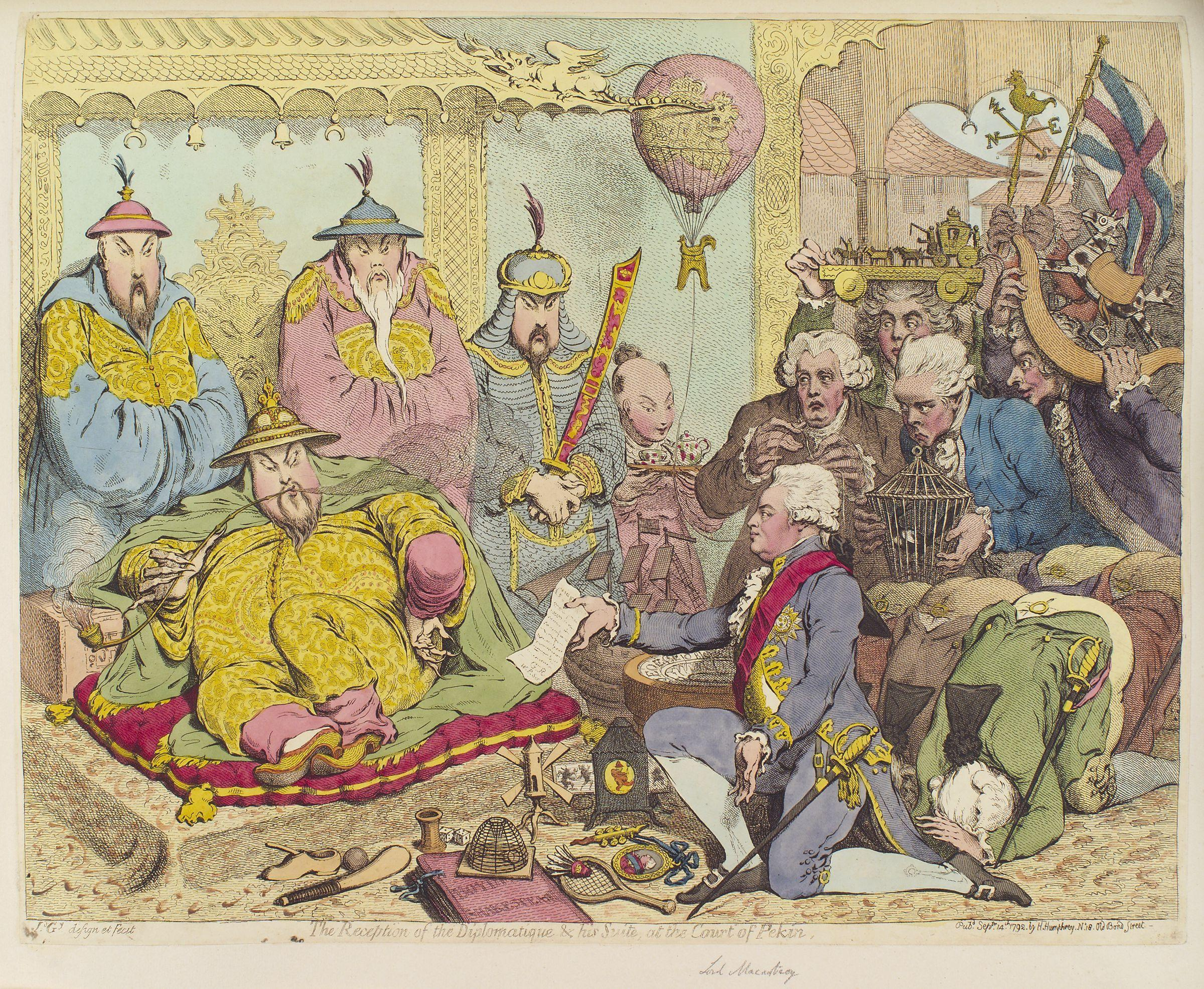
Карикатура Джеймса Гилрея, изображающая отношение китайцев к европейским диковинкам, даримым британским посольством Макартни в 1793 г

В империи Цин любые официальные представители иностранных государств рассматривались исключительно как представители вассальных государств — реальных или потенциальных.

### Империя Цин и Россия
Первые шаги по установлению русско-китайских отношений были предприняты Россией в конце существования империи Мин (миссия И. Петлина в 1618—1619), но основные миссии (Фёдора Байкова в 1654—1657, Николая Спафария в 1675—1678 и др.) последовали уже в цинский период. Параллельно с миссиями шло продвижение на восток русских казаков — походы первопроходцев Василия Пояркова (1643—1646) и Ерофея Хабарова (1649—1653) положили начало освоению русскими людьми Приамурья и привели к присоединению его к России, в то время как маньчжуры считали эти районы своей вотчиной.
В середине XVII века на обоих берегах Амура уже существовали русские крепости-остроги (Албазинский, Кумарский и др.), крестьянские слободы и пашни. В 1656 было образовано Даурское (позднее — Албазинское) воеводство, в которое входила долина Верхнего и Среднего Амура по обоим берегам.
Хотя граница империи Цин тогда проходила чуть севернее Ляодунского полуострова («Ивовый палисад»), в 1650-е годы и позднее Цинская империя попыталась военной силой захватить русские владения в бассейне Амура и предотвратить принятие местными племенами российского подданства. Маньчжурское войско на какое-то время вытеснило казаков из крепости Албазин. Вслед за миссиями Фёдора Байкова и Николая Спафария Россия направила в 1686 к пограничным властям на Амуре полномочное посольство Фёдора Головина для мирного урегулирования конфликта.
Переговоры велись в окружении многотысячной маньчжурской армии. С маньчжурской стороны в переговорах участвовали миссионеры-иезуиты, противившиеся соглашению Китая с Россией, что ещё более осложняло обстановку. Империя Цин отказалась определить русско-маньчжурскую границу по Амуру, потребовав себе всё Албазинское воеводство, всё Забайкалье, а впоследствии — вообще все земли к востоку от Лены.

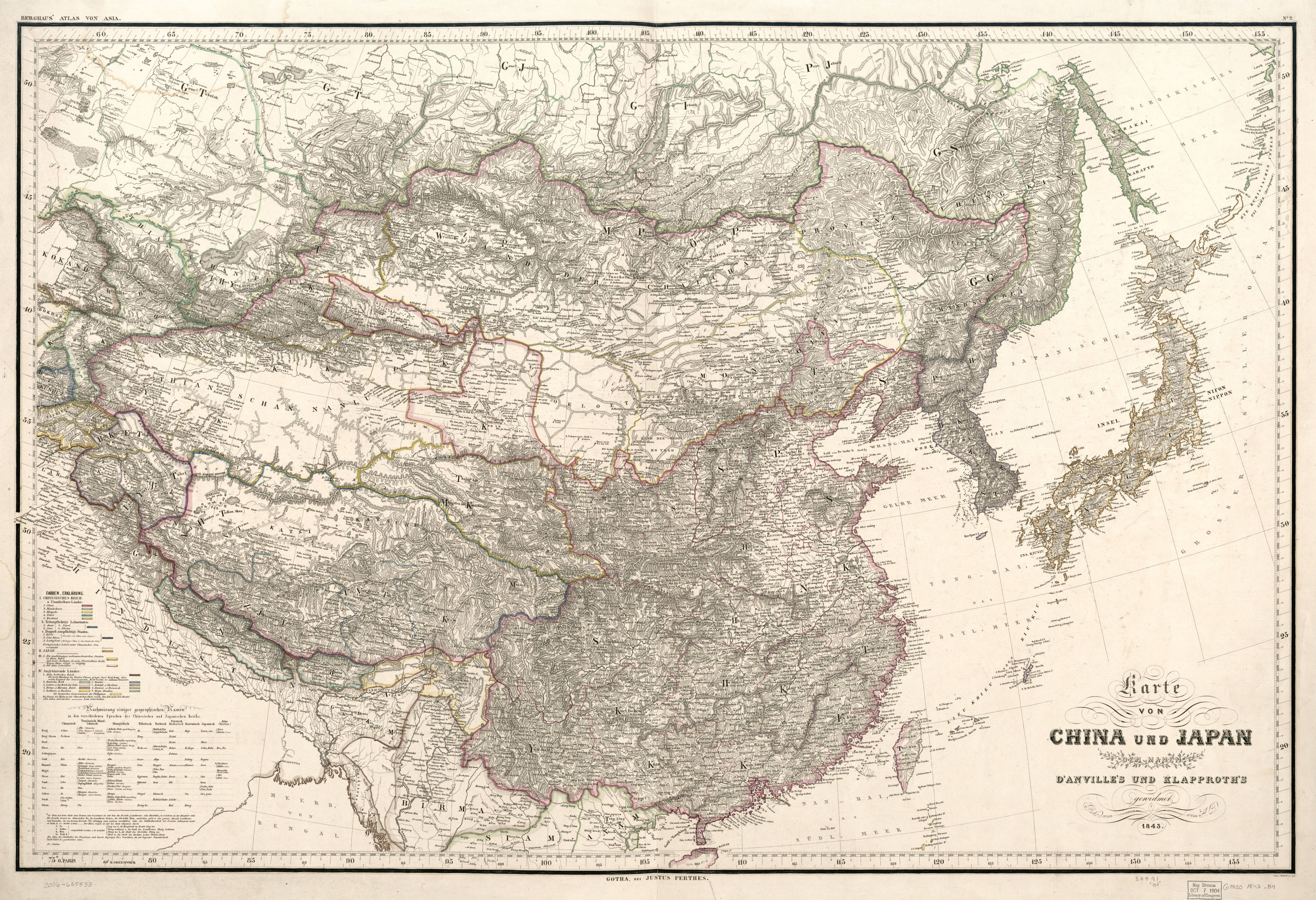
Карта Китая и Японии, 1842 г.

Угрожая захватить Нерчинск штурмом, цинские представители вынудили Головина согласиться на уход русских с Верхнего и Среднего Амура. По Нерчинскому договору 1689 года Россия была вынуждена уступить Цинской империи свои владения по правому берегу р. Аргунь и на части левого и правого берегов Амура. Казаки были обязаны разрушить и оставить Албазин. Вследствие разночтений в текстах договора, составленных каждой из сторон, однако, большая территория оказалась неразграниченной и фактически превратилась в буферную зону между двумя государствами. Разграничение между Россией и Маньчжурией в пределах этой зоны завершилось в XIX веке. Окончательно граница России с Цинский империей на Дальнем Востоке была определена Айгуньским (1858) и Пекинским (1860) договорами; она прошла по рекам Амур и Уссури через озеро Ханка и горные хребты до р. Туманьцзян; русско-цинское территориальное разграничение в Центральной Азии было завершено к середине 1890-х.

### Опиумные войны

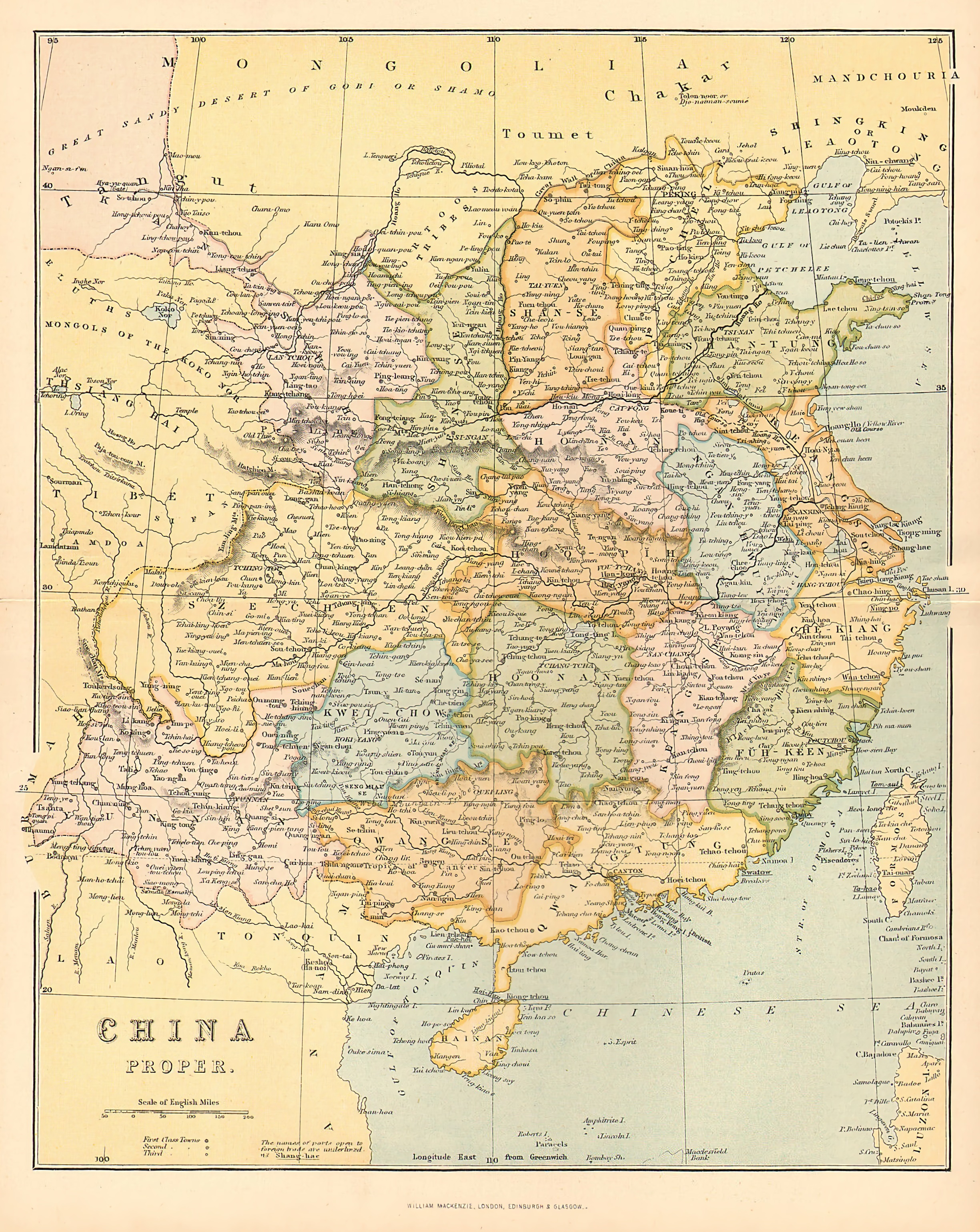
Территория Китая в 1866 г

К концу XVIII века торговля империи Цин с внешним миром вновь начала расширяться. Китайский шёлк, фарфор, чай и другие товары пользовались большим спросом в Европе, но китайцы отказывались что-либо покупать у европейцев, так что тем приходилось платить серебром за китайские товары. Тогда британцы начали ввозить в Китай опиум — в основном контрабандой из Индии — и вскоре приобщили к курению опиума местное население, особенно в приморских районах. Ввоз опиума постоянно возрастал и стал подлинным бедствием для страны, что привело к серии Опиумных войн в середине XIX века. Поражение в этих войнах привело к постепенному превращению Китая в фактическую полуколонию европейских держав. Результатом первой опиумной войны стала победа Великобритании, закреплённая Нанкинским договором от 29 августа 1842 г., выплата империей Цин контрибуции в размере 15 000 000 серебряных лян (21 000 000 долларов), передача Великобритании острова Гонконг и открытие китайских портов для британской торговли, в том числе опиумом. Это был первый из так называемых неравных договоров.
Однако понадобились 20 лет упорных переговоров и вторая «опиумная» война (1856—1860), чтобы Китай полностью принял требования западных держав. Они включали:
- открытие в Китае иностранных дипломатических представительств;
- открытие иностранцам для проживания и торговли специально оговоренных портов, включая Кантон, Амой, Фучжоу, Нинбо и Шанхай, а также полное отделение Гонконга;
- учреждение специальных сеттльментов в этих портах, находящихся под управлением иностранной администрации;
- экстерриториальность граждан западных держав в Китае;
- свобода плавания иностранных судов в китайских территориальных водах;
- участие иностранных держав в регулировании китайских таможенных тарифов, деятельность таможен под руководством таможенных управлений с иностранным персоналом, находящимся на китайской службе;
- доступ христианских миссионеров в глубинные районы Китая[38].

### Тайпинское восстание
Тайпинское восстание, начавшееся в 1851 г., поставило под удар само существование династии Цин. Лидером восстания был христианин Хун Сюцюань. Основной целью восстания была низвергнуть династию маньчжуров (предположительно, установить свою), выгнать иностранных колонизаторов и, почти утопическая, — создание Тайпинского небесного царства, где все равны между собой (во время кульминации восстания им это почти удалось). Тайпинское восстание охватило южные регионы Китая, а население «Тайпинского царства» насчитывало, по разным оценкам, от 25 до 30 миллионов человек. Тайпинское восстание вызвало череду местных восстаний в других частях империи Цин, которые боролись против маньчжурских властей, нередко провозглашая собственные государства. В войну ввязались также иностранные государства. Положение в стране тогда стало катастрофическим. Тайпины заняли крупные города (Нанькин и Ухань), сочувствующие тайпинам восставшие заняли Шанхай, предпринимались походы на Пекин и в другие части страны.
Тайпины были подавлены цинской армией при поддержке англичан и французов лишь в 1864 году. Война привела к огромному количеству жертв — по оценкам, от 20 до 30 миллионов человек.
В Северном Китае в 1852—1868 годах происходило восстание няньцзюней, которое отвлекло на себя значительные правительственные силы, которые в итоге не могли быть использованы для борьбы с тайпинами. Кроме того, в 1856—1873 происходило восстание в провинции Юнань, в котором участвовали хуэй и другие национальные меньшинства, а в 1862—69 годах происходило Дунганское восстание.
22 августа 1861 года император Айсиньгёро Ичжу скончался. Трон унаследовал его пятилетний сын Цзайчунь, правивший под девизом «Тунчжи», который был рождён от Драгоценной наложницы И. Покойный император перед смертью назначил для управления государством в период несовершеннолетия сына регентский совет из шести придворных и двух князей, старшим в котором был князь Айсиньгёро Сушунь. В ноябре 1861 князь Гун вошёл в сговор с Драгоценной наложницей И, и в результате дворцового переворота Сушунь был казнён, двум князьям пришлось совершить самоубийство, а придворных из регентского совета лишили власти. Новыми сорегентами стали Драгоценная наложница И (сменившая титул на «Вдовствующая императрица Цыси») и Вдовствующая императрица Цыань, а Гун был назначен Князем-регентом.

### Западное влияние и реформы
Гун был инициатором и проводником курса реформ, известного как «Движение самоусиления». В частности, в 1861 году он учредил и возглавил Цзунли ямэнь, ставший де-факто-цинским министерством иностранных дел, а в 1862 году основал Тунвэньгуань, в котором китайские студенты изучали иностранные языки и западные науки.
Публикации христианских миссионерских общин и переводы на китайский язык западной литературы позволили просвещенным слоям китайского общества ознакомиться с новыми областями знаний.
Однако привилегии, которыми пользовались иностранцы в Китае, вызывали недовольство местного населения. Нередко вспыхивали бунты, направленные против иностранцев. Наиболее серьёзным из них стала Тяньцзиньская резня в 1870 г.
В январе 1875 года умер император Цзайчунь. Цыси настояла на том, чтобы императором стал 4-летний Цзайтянь, сын князя Чуня и Ваньчжэнь — родной сестры Цыси. Таким образом она скрепляла свой род с императорским и продолжала осуществлять фактическую власть в стране. 25 февраля 1875 Цзайтянь был объявлен императором под именем Гуансюй.
В 1876 году в Китае появилась первая железная дорога от Шанхая до приморского городка Усун. В 1883 году был создан Департамент охраны морского побережья, который управлял военным флотом на реке Янцзы, а также отвечал за машиностроение, современные школы, телеграфную связь, железные дороги, горное дело и другие вопросы.

### Война с Францией
После двух франко-вьетнамских войн (1858—1862 и 1883—1884 гг.) Франция владела Южным и Центральным Вьетнамом. Северный Вьетнам номинально находился в вассальной зависимости от Цинской династии. Во время франко-вьетнамской войны 1883—1884 гг. Франция захватила ряд пунктов, принадлежащих Цинской империи. 11 мая и 9 июня 1884 г. между Францией и империей Цин была подписана конвенция, обязавшая её вывести из Вьетнама войска, введённые туда в 1882—1883 гг. Также Китай обещал признавать любые договоры, которые будут заключены между Францией и Вьетнамом. 6 июня 1884 Франция принудила Вьетнам заключить мирный договор, по которому она устанавливала протекторат над всем Вьетнамом. Но цинское правительство отказалось признать вьетнамо-французский мирный договор. В июне 1884 г. цинские войска уничтожили французские отряды, которые прибыли во Вьетнам для того, чтобы его занять согласно договору. Французское правительство это использовало как предлог к войне. Началась франко-китайская война. Несмотря на успехи цинских войск император предложил Франции сесть за стол переговоров. Тяньцзиньский франко-китайский договор был подписан 9 июня 1885 года. По этому договору империя Цин признавала Францию владычицей Вьетнама, выплачивала контрибуцию и предоставляла Франции ряд торговых привилегий в пограничных с Вьетнамом провинциях Яньнань и Гуанси.

### Японо-цинская война 1894—1895 годов
В 1874 году Япония захватила Формозу, однако вынуждена была покинуть её по требованию Англии. Тогда Япония обратила свои усилия на Корею, находившуюся в вассальной зависимости от империи Цин, и Маньчжурию. В июне 1894 по просьбе корейского правительства империя Цин направила войска в Корею для подавления крестьянского восстания. Воспользовавшись этим предлогом, Япония также направила сюда свои войска, после чего потребовала от корейского короля проведения «реформ», означавших фактически установление в Корее японского контроля.
В ночь на 23 июля при поддержке японских войск в Сеуле был организован правительственный переворот. Новое правительство 27 июля обратилось к Японии с «просьбой» об изгнании китайских войск из Кореи. Однако ещё 25 июля японский флот уже без объявления войны начал военные действия против Китая; официальное объявление войны последовало только 1 августа 1894.
В ходе войны превосходство японской армии и флота привело к крупным поражениям Китая на суше и на море (под Асаном, июль 1894; под Пхеньяном, сентябрь 1894; при Цзюляне, октябрь 1894).
С 24 октября 1894 военные действия перешли на территорию Северо-Восточного Китая. К марту 1895 японские войска захватили Ляодунский полуостров, Вэйхайвэй, Инкоу, под угрозой находился Мукден.
17 апреля 1895 в Симоносеки представители Японии и Цинской империи подписали унизительный для последней Симоносекский договор.

### Тройственная интервенция
Условия, навязанные Японией империи Цин, привели к так называемой «тройственной интервенции» России, Германии и Франции — держав, которые к этому времени уже поддерживали обширные контакты с Китаем и поэтому восприняли подписанный договор как наносящий ущерб их интересам. 23 апреля 1895 года Россия, Германия и Франция одновременно, но по отдельности обратились к японскому правительству с требованием отказа от аннексии Ляодунского полуострова, которая могла бы привести к установлению японского контроля над Порт-Артуром, в то время как Николай II, поддерживаемый западными союзниками, имел собственные виды на Порт-Артур как незамерзающий порт для России. Германская нота была наиболее жесткой, даже оскорбительной для Японии.
Японии пришлось уступить. 10 мая 1895 года японское правительство заявило о возвращении Китаю Ляодунского полуострова, правда, добившись увеличения суммы китайской контрибуции на 30 миллионов таэлей.

### Успехи российской политики в Цинской империи
В 1895 году Россия предоставила Пекину заём в 150 миллионов рублей под 4 % годовых. Договор содержал обязательство Китая не соглашаться на иностранный контроль над своими финансами, если в нём не будет участвовать Россия. В конце 1895 года по инициативе Витте был основан Русско-Китайский банк. 3 июня 1896 года в Москве был подписан русско-китайский договор об оборонительном союзе против Японии. 8 сентября 1896 года между китайским правительством и Русско-Китайским банком был подписан концессионный договор о строительстве Китайской Восточной железной дороги. Общество КВЖД получало полосу земли вдоль дороги, которая переходила под его юрисдикцию. В марте 1898 года был подписан русско-китайский договор об аренде Россией Порт-Артура и Ляодунского полуострова.

### Захват Цзяочжоу Германией

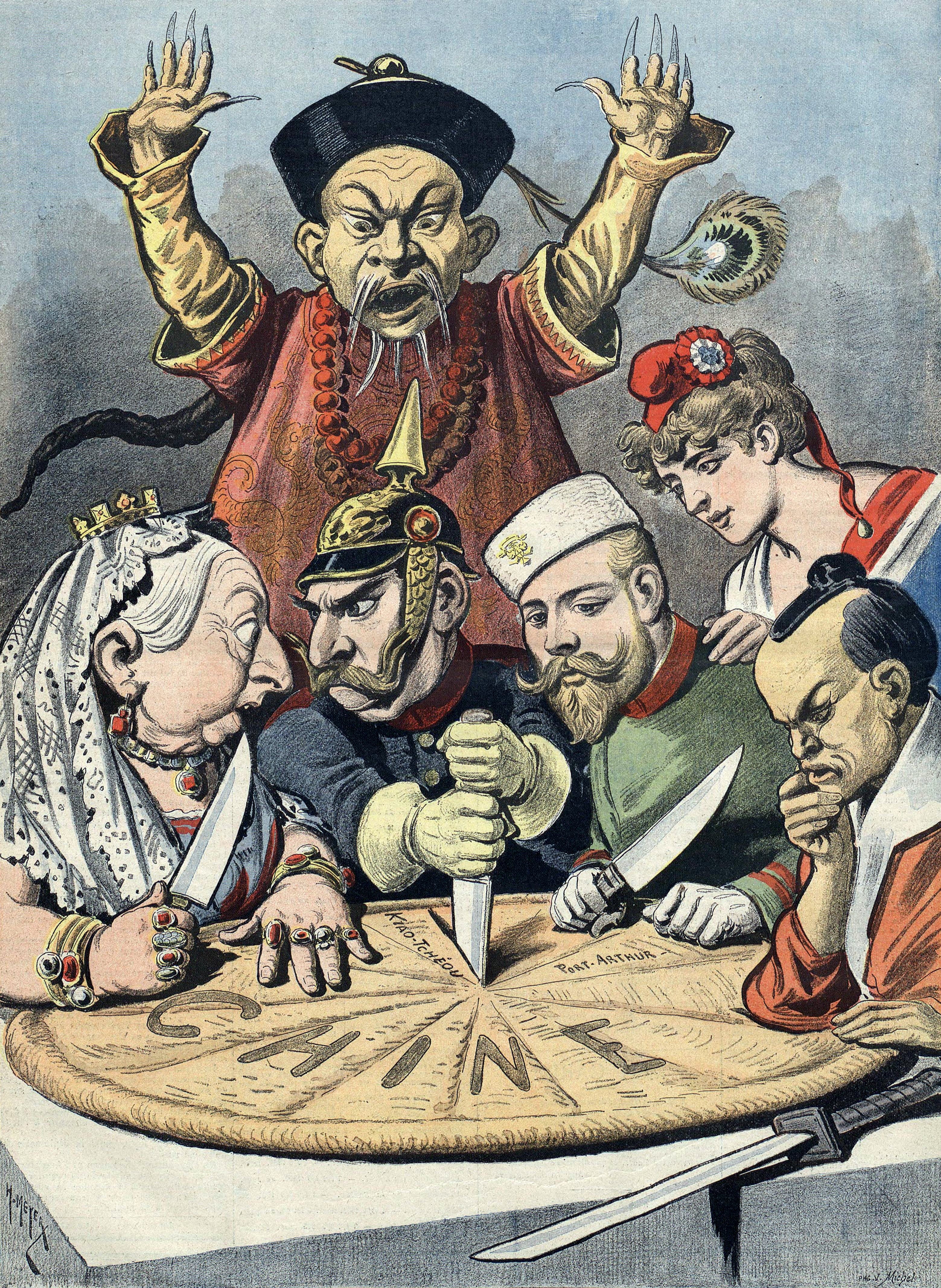
Французская карикатура 1898 года представляет Китай, который делят как пирог королева Виктория (Великобритания), кайзер Вильгельм II (Германия), Николай II (Россия) и император Мэйдзи (Япония), а также Марианна, представляющая Францию (французский карикатурист деликатно изобразил её без попытки «урвать свой кусок»). На заднем плане китайский мандарин пытается остановить происходящее, но бессилен

В августе 1897 года Вильгельм II посетил Николая II в Петергофе и добился согласия на устройство немецкой военно-морской базы в Цзяо-Чжоу (в тогдашнем варианте транскрипции — «Киао-Чао»), на южном побережье Шаньдуна. В начале ноября в Шаньдуне китайцами были убиты германские миссионеры. 14 ноября 1897 года немцы высадили десант на побережье Цзяочжоу и захватили его. 6 марта 1898 года было подписано германо-китайское соглашение, по которому Китай арендовал Германии Цзяочжоу сроком на 99 лет. Одновременно китайское правительство предоставило Германии концессию на постройку двух железных дорог в Шаньдуне и ряд горных концессий в этой провинции.

### Сто дней реформ
Влиятельный мыслитель Кан Ювэй предложил проект реформ, включавших создание всенародно избираемого парламента, действующего в рамках конституционной монархии, стимулирование технического и экономического развития, создание системы образования для всех слоёв общества, реформу системы судопроизводства и запрещение бинтования ног. Кан и его соратники смогли донести свои идеи до молодого императора Цзайтяня (название годов правления — Гуансюй).
Непродолжительный период реформ, известный как «Сто дней реформ», начался 11 июня 1898 г. с издания императором указа «Об установлении основной линии государственной политики». Цзайтянь привлек группу молодых реформаторов — учеников и единомышленников Кан Ювэя для разработки серии указов о реформах. В общей сложности было издано свыше 60 указов, которые касались системы образования, строительства железных дорог, заводов и фабрик, модернизации сельского хозяйства, развития внутренней и внешней торговли, реорганизации вооружённых сил, чистки государственного аппарата и т. д.
Период радикальных реформ окончился 21 сентября того же года, когда вдовствующая Императрица Цыси произвела дворцовый переворот и отменила реформы.

## XX век

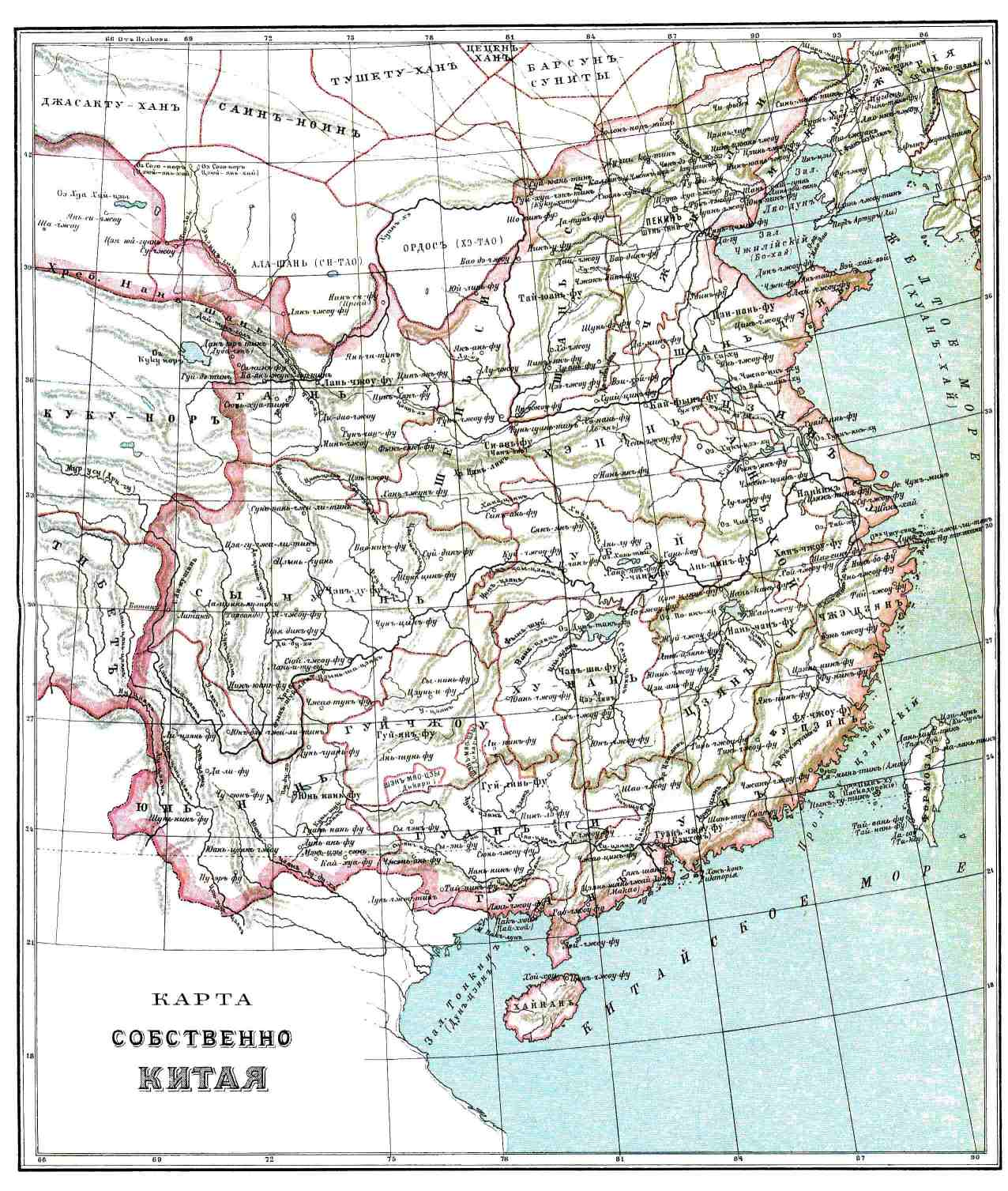
Карта собственно Китая в начале XX века из энциклопедии Брокгауза и Ефрона

### Боксёрское восстание
В мае 1900 года в Китае началось большое восстание, получившее название боксёрского или Ихэтуаньского восстания. 20 июня в Пекине был убит германский посланник Кеттелер. Вслед за этим восставшими были осаждены дипломатические миссии, находившиеся в особом квартале Пекина. Было осаждено также здание католического кафедрального собора Петанг (Бейтанг). Начались массовые убийства «ихэтуанями» китайцев-христиан, в том числе было убито 222 православных китайца. 21 июня 1900 года Императрица Цыси (慈禧) объявила войну Великобритании, Германии, Австро-Венгрии, Франции, Италии, Японии, США и России. Великие державы согласились о совместных действиях против восставших. Главнокомандующим экспедиционными силами был назначен германский генерал Вальдерзее. Однако, когда он прибыл в Китай, Пекин уже был захвачен небольшим передовым отрядом под командованием русского генерала Линевича. Русская армия заняла нужную позицию — Маньчжурию.

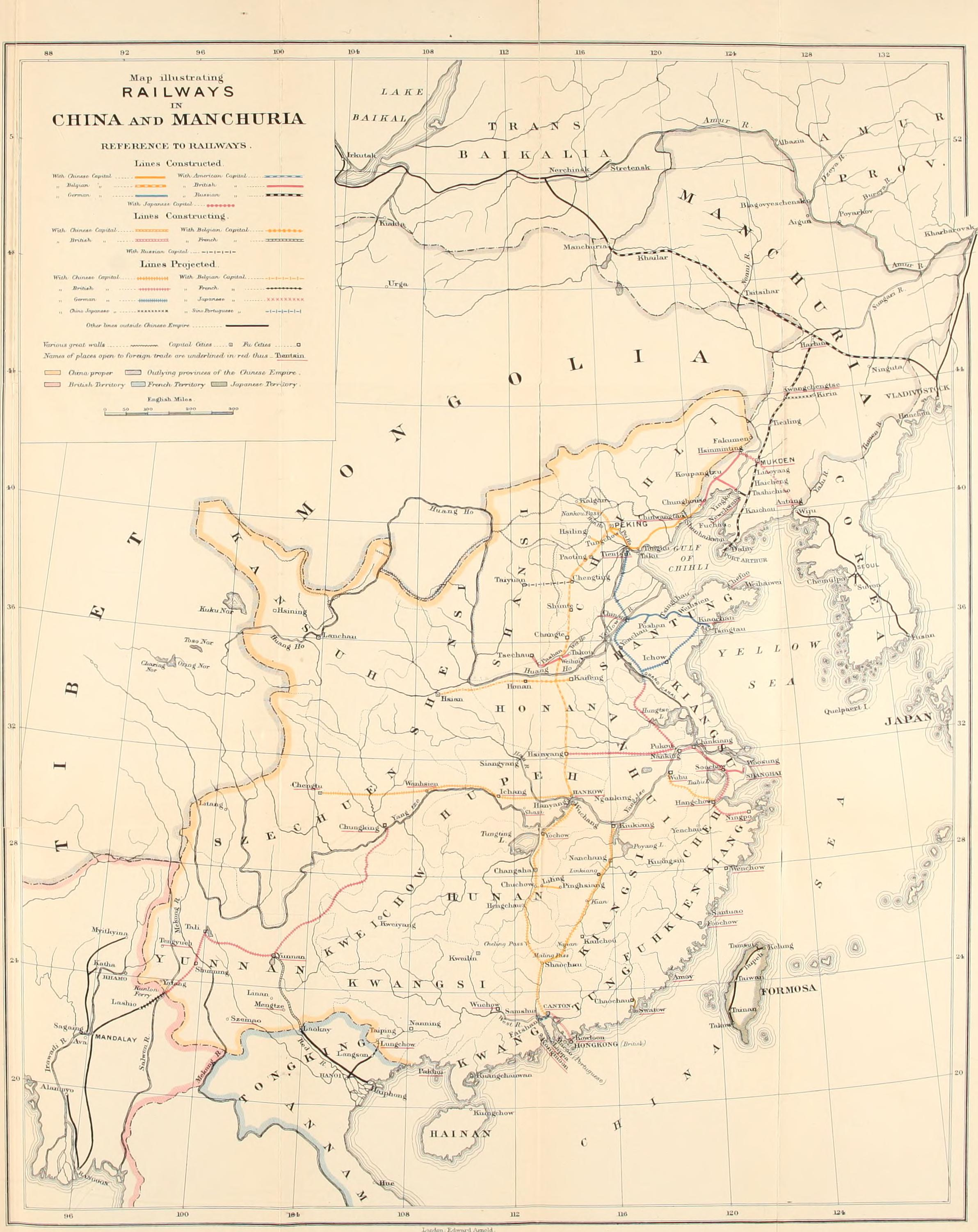
Карта железных дорог Китая (1907 год)

### Русско-японская война
8 февраля 1904 года началась русско-японская война за контроль над Маньчжурией и Кореей. Война, шедшая на территории Китая, была для России неудачной: по её результатам Россия была вынуждена уступить Японии Порт-Артур и Ляодунский полуостров с частью построенной к тому времени ЮМЖД. В 1910 году Япония аннексировала Корею.

### Смерть Цыси
14 ноября 1908 года умер Император Гуансюй, которого Императрица Цыси ранее отстранила от власти. Гуансюй был отравлен, так как Цыси не хотела, чтобы он её пережил. На следующий день скончалась и сама Императрица. На престол взошёл Император Пу И, которому было два года. Регентом был назначен его отец князь Чунь.

### Революция 1911 года и создание Китайской Республики

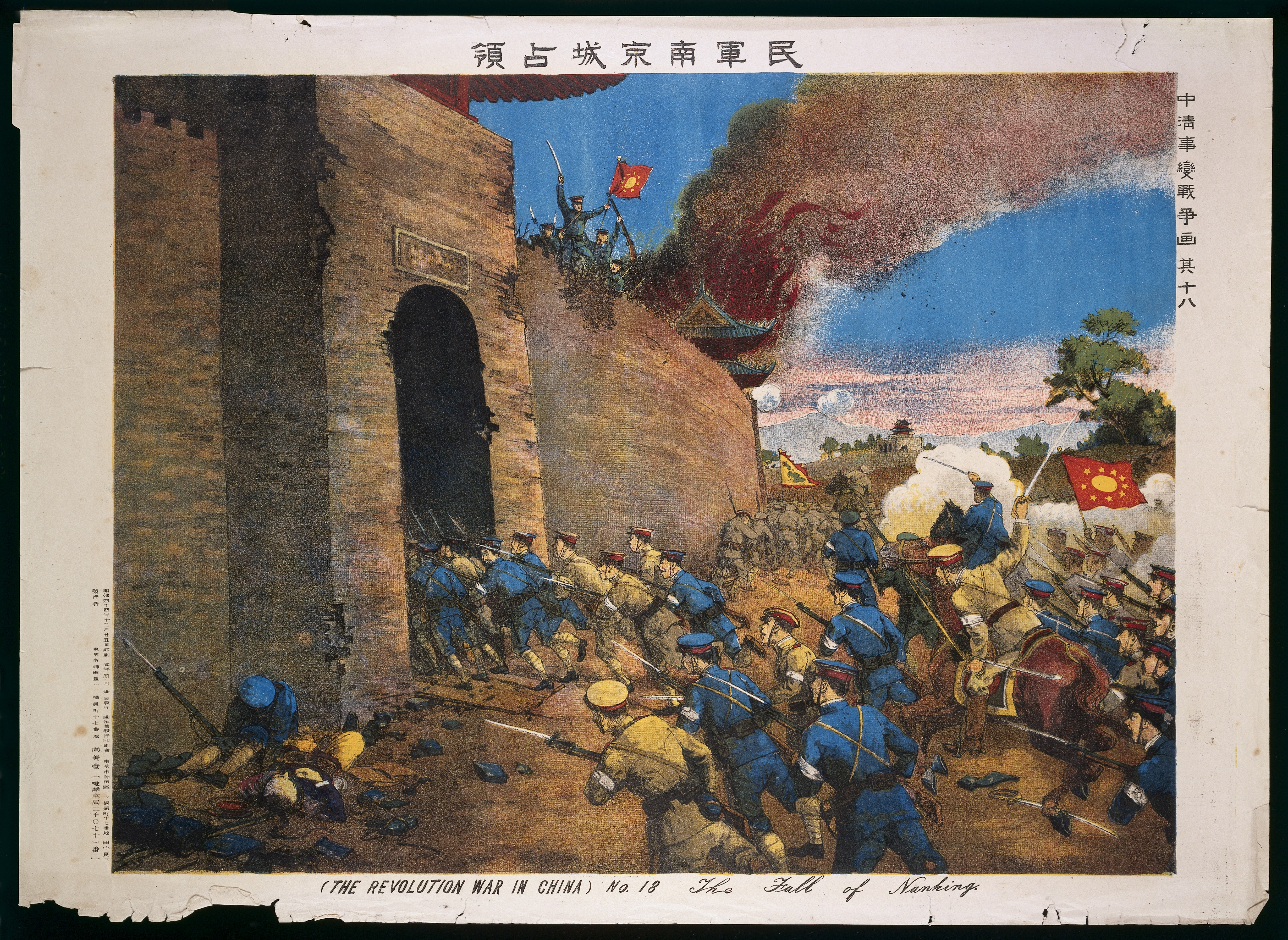
Революционные войска штурмуют Нанкин

В 1911 году в Китае началось Учанское восстание. Оно стало началом Синьхайской революции (1911—1913), в результате которой была свергнута маньчжурская династия. Империя Цин развалилась и было провозглашено создание Китайской республики.
После падения монархии Богдо-хан правитель Монголии отказался повиноваться республике и объявил, что его страна признавала суверенитет маньчжурской династии, а не Китайской республики. 3 ноября 1912 года было заключено соглашение Монголии с Россией[какое?]. Великобритания воспользовалась внутренней борьбой в Китае для усиления своего влияния в Тибете. Тибет поднялся на национально-освободительную борьбу и заставил китайский гарнизон покинуть страну. С тех пор вплоть до оккупации Китаем Тибет оставался независимым государством. Россия согласилась считать Тибет английской сферой влияния, а Англия признала русские интересы в независимой (Внешней) Монголии.
12 февраля 1912 года Император Пу И отрекся от престола. К власти пришёл генерал Юань Шикай — премьер-министр и главнокомандующий армией. Вскоре он был провозглашен президентом Китая.
В 1913 году произошла «Вторая революция» под предводительством Сунь Ятсена. Юань Шикай подавил разрозненные выступления в центральных и южных провинциях. В стране устанавливается военная диктатура Юань Шикая, основателя группировки бэйянских (северных) милитаристов. Сунь Ятсен вынужден был эмигрировать за границу.

### Первая мировая война
После начала Первой мировой войны китайское правительство объявило о своём нейтралитете и попросило воюющие державы не переносить военные действия на территорию Китая, в том числе и на «арендованные» державами китайские земли. Однако 22 августа 1914 года Япония объявила о своём состоянии войны с Германией и высадила 30-тысячную армию севернее Циндао — центра немецкой колонии в провинции Шаньдун. После двухмесячной военной кампании Япония захватила германские владения в Шаньдуне, а также распространила свой контроль на всю территорию провинции.
В 1915 году китайские принцы голосуют за установление в Китае монархии с Юанем Шикаем на императорском троне. Распускается парламент. Объявляется о создании Китайской империи. Это вызывает ряд восстаний в провинциях Китая. Независимость от Пекина объявляют провинции Юньнань, Гуйчжоу и Гуанси. Потом отделяются Гуандун, Чжэцзян, Сычуань и Хунань. В битвах с сепаратистами армия Юаня потерпела несколько поражений, из-за чего несколько южных провинций также объявили о своей независимости.
22 марта 1916 года республика была восстановлена. Юань Шикай был вынужден отказаться от титула.

### Эра милитаристов
После смерти Юань Шикая в 1916 году в Китае начали оформляться многочисленные военно-феодальные вотчины различных милитаристских группировок. Наиболее крупной была бэйянская группировка, распавшаяся впоследствии на фынтянскую во главе с бывшим главарем шайки хунхузов, Чжан Цзолинем, чжилийскую во главе с генералом Фэн Гочжаном и аньхойскую во главе с генералом Дуань Цижуем. В провинции Шаньси господствовал милитарист Янь Сишань, заигрывавший с бэйянской группировкой, а в провинции Шэньси — генерал Чэнь Шуфань. Лагерь юго-западных милитаристов состоял из двух крупных группировок: юньнаньской во главе с генералом Тан Цзияо, и гуансийской во главе с генералом Лу Жунтином.
Под контролем фэнтяньской группировки находились провинции Хэйлунцзян, Гирин и Фэнтянь, под контролем чжилийской — Шаньдун, Цзянсу, Чжэцзян, Фуцзянь, Цзянси, Хунань, Хубэй и часть Чжили. Фэнтяньская и аньхойская клики финансировались Японией, чжилийская — Англией и США. Президент Ли Юаньхун был ставленником юго-западных милитаристов. Вице-президент генерал Фэн Гочжан ориентировался на Великобританию и США, а премьер-министр генерал Дуань Цижуй держался прояпонского направления. В 1917 году Япония начала предоставлять Дуань Цижую крупные займы, получая за них все новые и новые уступки, в том числе концессии в Маньчжурии.
В период 1912—1928 годов страной формально управляло Бэйянское правительство в Пекине. Однако оно не контролировало полноценно большинство провинций.
В ответ на решение Парижской мирной конференции не возвращать Китаю захваченные Японией бывшие германские концессии в провинции Шаньдун 4 мая 1919 года прошла демонстрация протеста против этого решения, а также против предательства национальных интересов Китая продажными деятелями Пекинского правительства. Затем начались забастовки протеста. Под нажимом народных масс Пекинское правительство было вынуждено заявить о непризнании Версальского мирного договора и снять с постов наиболее скомпрометировавших себя государственных деятелей. «Движение 4 мая» ускорило распространение марксизма в Китае, ознаменовалось распространением разговорного языка байхуа, пересмотром конфуцианских этических норм, критикой традиционной историографии, новыми требованиями к образованию.
В 1919—1921 годах китайские войска оккупировали Монголию.

### Победа Гоминьдана
Партия Гоминьдан была создана в 1912 году в провинции Гуанчжоу. Почти через 10 лет, в 1921 году, была создана и Коммунистическая Партия Китая, малочисленная и не пользовавшаяся в тот период особой популярностью. 8 сентября 1923 года в Китай по просьбе Сунь Ятсена, который просил прислать ему человека, с которым он мог бы говорить по-английски без переводчика, прибыл агент коминтерна М. М. Бородин, ставший политическим советником ЦИК Гоминьдана и советником Сунь Ятсена. Он организовал сотрудничество между Гоминьданом и КПК. 20 января 1924 года проходит I Всекитайский съезд Гоминьдана в Гуанчжоу (Кантоне). На съезде был принят курс на союз с китайскими коммунистами и СССР. 16 июня учреждена Военная академия Вампу под руководством Чан Кайши. В первый набор было зачислено 400, во второй — 500, в третий — 800 и четвёртый — около 2600 слушателей; при школе было создано два учебных полка. В академию Вампу прибыла большая группа советских военных советников. В октябре 1924 года в Гуанчжоу на должность главного военного советника прибыл Василий Константинович Блюхер. В том же году была принята конституция Китая — законодательным органом становился парламент, состоящий из Сената, избираемого органами местного самоуправления сроком на 6 лет, и Палаты депутатов, избираемого народом сроком на 3 года, главой государства президент, избираемый парламентом сроком на 5 лет, исполнительным органом кабинет, состоящий из премьер-министра и министра, назначаемых президентом с согласия Палаты депутатов, высшей судебной инстанцией — Верховный суд, председатель которого назначался с согласия Сената, представительными органами местного самоуправления — собрания, избираемые населением, исполнительным органами местного самоуправления — административные советы, избираемые населением сроком на 4 года. Таким образом, было создано Национальное правительство Китайской республики.
30 мая 1925 года в шанхайском международном сеттльменте был открыт огонь по демонстрантам. После этого начались волнения, направленные против иностранцев. Движение 30 мая привело к существенному ослаблению позиций иностранных держав в Китае и началу отмены так называемых неравноправных договоров.

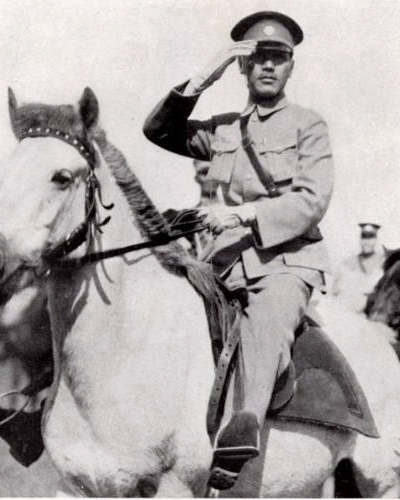
Чан Кайши в 1926 году

В марте 1926 года Чан Кайши осуществил в Кантоне военный переворот, изгнал из города коммунистов, а спустя три месяца был избран председателем Гоминьдана и главнокомандующим вооружёнными войсками. Добившись высокой власти, Чан Кайши пригласил немецких советников во главе с бывшим генералом рейхсвера фон Сектом.
В качестве советников у Чан Кайши действовали офицеры Германии:
- полковник В. Бауэр (друг Гитлера и ученик Людендорфа)
- подполковник Крибель (позже занимал пост германского посла в Шанхае)
- генерал-лейтенант Ветцель
- генерал Фалькенхаузен

Гоминьдановцы старательно перенимали опыт немцев по наведению порядка в стране. Китайские офицеры в организованном порядке направлялись на обучение в Германию.
В 1926 году Национально-революционная армия Китая Чан Кайши предприняла так называемый Северный поход. В течение шести месяцев непрерывных боев от власти местных военных правителей были освобождены центральные районы Китая.
В начале 1927 года Чан Кайши пошёл на открытый развал единого фронта ГМД и КПК: его войска начали разоружение шанхайских отрядов и дружин, в апреле 1927 года начались массовые аресты и казни профсоюзных деятелей и коммунистов. В ответ на это коммунисты организовали 1 августа в городе Наньчан восстание части гоминьдановских войск, вошедшее в историю Китая как «Наньчанское восстание». Однако после нескольких военных операций к 1927 год у войска Гоминьдана контролировали большую часть территории Китая.
В декабре 1927 года было поднято коммунистическое восстание в Кантоне, которое гоминьдановцы подавили после четырёх дней кровопролитных боев.
Чжан Цзолинь в июне 1927 года получил титул генералиссимуса сухопутных и морских сил Китайской Республики (то есть, фактически, президента страны) и объявил своей целью «разгром красных ради спасения традиционных китайских ценностей и культуры». Началось восстановление государственных структур. Однако гоминьдановские силы достигали всё больших успехов, в июне 1928 году на их сторону перешёл Янь Сишань из провинции Шаньси и создал непосредственную угрозу Пекину. Чжан Цзолинь решил покинуть Пекин и отправиться в Маньчжурию, но погиб на станции Хуангутунь. Его сын, Чжан Сюэлян, признал власть Гоминьдана.
В мае 1928 года в Цзинане произошло столкновение войск Чан Кайши с японскими войсками, после которого японцы начали наступление в провинции Шаньдун. В итоге было подписано японо-китайское соглашение о перемирии, согласно которому войска Чан Кайши должны были быть выведены из Цзинань и зоны Шаньдунской железной дороги.
Гоминьдановское правительство провело враждебную политику по отношению к СССР. В июле 1929 года китайские власти захватили Китайско-Восточную железную дорогу (КВЖД), которая совместно управлялась СССР и Китаем, и арестовали тысячи советских граждан. В ответ в октябре—ноябре 1929 года советские войска осуществили успешную военную операцию на китайской территории, после которой был подписан Хабаровский протокол о восстановлении на КВЖД и на советско-китайской границе положения, предусмотренного советско-китайским соглашением 1924 года.
С ноября 1930 года по осень 1932 года гоминьдановские власти предприняли четыре безуспешных похода против районов, контролируемых КПК. На этой территории 11 сентября 1931 года была провозглашена Китайская Советская Республика.

### Японская оккупация и Вторая мировая война

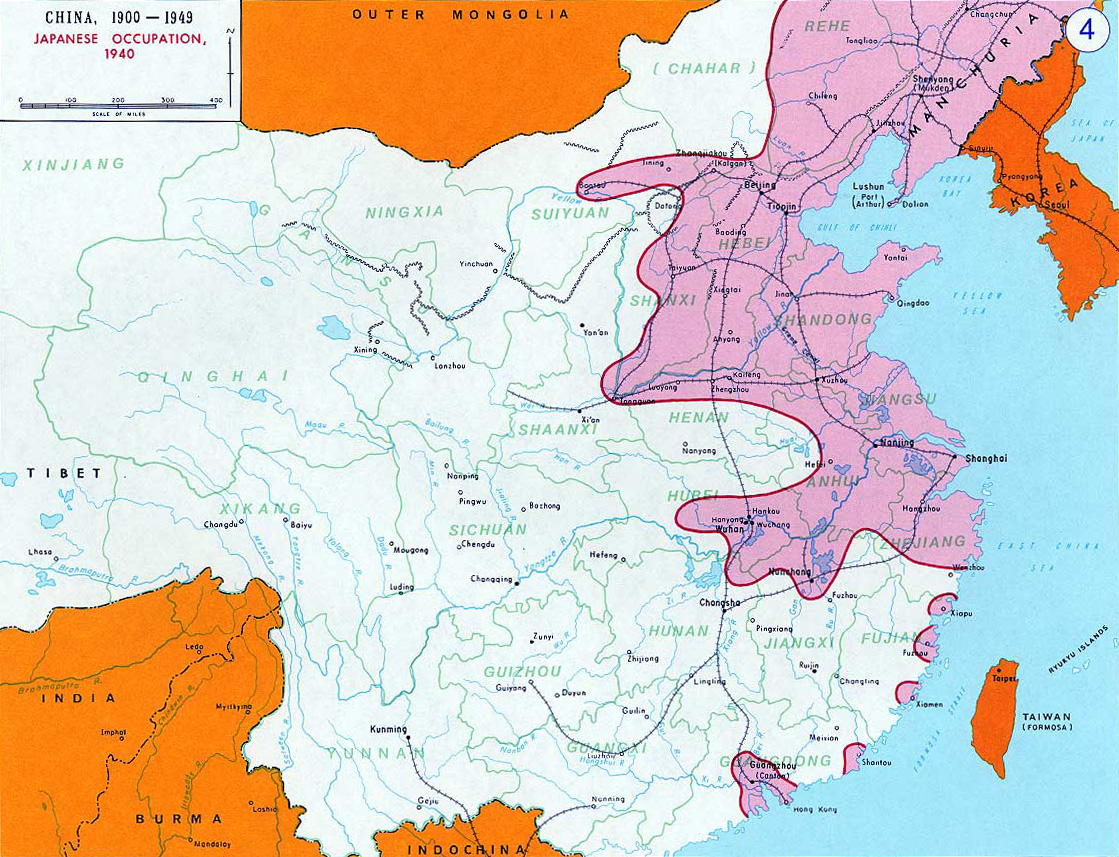
Японская оккупация (1940)

Осенью 1931 года Япония напала на Китай. 18 сентября после серии провокаций японцы перешли в наступление, за короткое время оккупировав всю Маньчжурию.
В марте 1932 года здесь было провозглашено государство Маньчжоу-Го, которое возглавил Айсиньгёро Пуи — последний император маньчжурской империи Цин, свергнутой в годы Синьхайской революции.
В этих сложных условиях Чан Кайши был вынужден бороться одновременно с тремя врагами: внешней японской агрессией, спорадическими бунтами отдельных милитаристов на местах и вооружёнными силами КПК, претендовавшими на захват власти в стране. Он выбрал политику компромисса с японцами, с милитаристами вёл дела в зависимости от конкретных обстоятельств, с коммунистами же никакой компромисс не был возможен. В 1934 году основные силы КПК были блокированы в провинции Цзянси. В этих сложных условиях руководство КПК сумело организовать прорыв и после многомесячного марша привело войска на Северо-Запад страны в т. н. «особый район» с центром в городе Яньань; эти события вошли в историю КПК как «Великий поход». Чан Кайши планировал продолжать борьбу с коммунистами и там, но тут взбунтовался ряд его генералов, считавших более приоритетной задачей примирение с коммунистами и совместную борьбу с японской агрессией. В результате «Сианьского инцидента» было подписано соглашение о создании единого фронта между КПК и Гоминьданом.
Правительство Чан Кайши ещё во времена Веймарской республики получало военную помощь от Германии. С приходом к власти Гитлера помощь была увеличена в целях борьбы с коммунистами. В Китае были созданы заводы по производству лицензированного немецкого вооружения, германские советники проводили обучение личного состава, в Китай экспортировались шлемы, винтовки Gewehr 88 и 98, пистолеты Mauser. Китай также получал небольшое количество самолётов Henschel, Junkers, Heinkel и Messerschmitt, гаубиц Rheinmetall и Krupp, противотанковые и горные орудия, например, Pak 35/36, поставлялись также лёгкие танки PzKpfw I.
25 ноября 1936 года Япония и Германия заключили Антикоминтерновский пакт, направленный против СССР и коммунистического движения. 12 декабря 1936 года состоялся Сианьский инцидент, заставивший Чан Кайши объединиться с коммунистами.
7 июля 1937 года конфликтом у моста Лугоуцяо недалеко от Пекина началась «большая» война между Японией и Китаем. С этого момента, по мнению китайских историков, начинается Вторая мировая война. 21 августа 1937 года был подписан советско-китайский договор о ненападении, после чего СССР стал оказывать военную и экономическую помощь правительству Чан Кайши (Китаю поставлялись самолёты И-16 и другая военная техника, в первое время на стороне Китая воевали советские лётчики). Германская военная помощь Китаю была прекращена.
13 декабря 1937 года началась Нанкинская резня, продолжавшаяся в течение шести недель.
В сентябре 1937 года руководство Гоминьдана заявило о готовности сотрудничать с КПК в борьбе с японцами. На находящейся под контролем КПК территории был создан Шэньси-Ганьсу-Нинсяский советский район.
К концу 1938 японская армия заняла значительную часть наиболее населённых провинций Китая.
С весны 1939 года по мере обострения отношений между КПК и Гоминьданом гоминьдановские войска начали блокировать Шэньси-Ганьсу-Нинсяский советский район.
С конца 1940 года японцы активизировали наступательные операции. Лишь в августе 1943 года силы КПК смогли перейти в контрнаступление.
Но решающее значение для освобождения Китая от японской оккупации имела советско-японская война в августе 1945 года. 2 сентября 1945 года Япония капитулировала.

### Продолжение гражданской войны
После поражения Японии в 1945 году война между Гоминьданом и КПК возобновилась после нескольких неудачных попыток примирения и урегулирования путём переговоров. К 1949 году армия КПК установила контроль над большей частью страны. Война сопровождалась массовыми нарушениями прав человека с обеих сторон, миллионы людей, не участвовавшие в боевых действиях, были убиты. Войска Гоминьдана, обескровленные в войне с Японией, потерпели поражение от войск КПК в 1949 году, после чего правительство Китайской Республики вместе с вооружёнными силами отступило на Тайвань, в результате чего де-факто образовалось два китайских государства.

### Китайская Народная Республика
1 октября 1949 года в Пекине была провозглашена Китайская Народная Республика. На следующий день Советский Союз первым признал КНР и заключил с ней Договор о дружбе, союзе и взаимной помощи.
В октябре 1950 года китайские войска вошли на территорию Тибета, провозгласившего в ноябре 1949 года свою независимость. 23 мая 1951 года между правительствами Тибета и КНР было подписано «Соглашение о мероприятиях по мирному освобождению Тибета».
Следуя советской модели, КПК принялась за создание плановой экономики. Однако, в отличие от СССР, вначале Китай не спешил с проведением жёсткой аграрной коллективизации и поспешной индустриализации.
Противостояние между КНР и гоминьдановским режимом на Тайване неоднократно приводило к вооружённым столкновениям (см. Первый кризис в Тайваньском проливе, Второй кризис в Тайваньском проливе), включая артиллерийские обстрелы территории.
В феврале 1957 года Мао решился на усиление гласности и критики в стране, чтобы задействовать городскую интеллигенцию в социалистическом строительстве. Но в июле 1957 года эта кампания была резко свёрнута. Начальный период гласности оказался ловушкой: результатом кампании стала массовая травля интеллигенции.
В ноябре 1957 года отношения КНР и СССР ухудшились.
В мае 1958 года в закрытом режиме состоялась вторая сессия VIII съезда КПК, ознаменовавшая отказ КПК от использования советского опыта. Было объявлено о переходе к «курсу трёх красных знамён» (новая «генеральная линия» на построение в КНР социализма по принципу «больше, быстрее, лучше, экономнее», политика «большого скачка», создание «народных коммун»), призванному обеспечить ускоренное развитие КНР, вывести её в разряд ведущих мировых держав и обеспечить ей лидерство в международном коммунистическом движении. Однако попытка усилить экономический рост путём резкой коллективизации и подменить профессионализм энтузиазмом, а также неверные решения в области сельского хозяйства обернулись катастрофой — в результате массового голода 1959—1961 годов умерли по разным данным до 15 миллионов человек.
«Большой скачок» подменил собой Второй пятилетний план 1958—1962, предложенный Чжоу Эньлаем.
В условиях «большого скачка» радикализировался внешнеполитический курс руководства КНР. 23 августа 1958 НОАК начала производить артиллерийские обстрелы прибрежных островов в Тайваньском проливе, на которых была сконцентрирована 100-тысячная группировка гоминьдановских войск (см. Второй кризис в Тайваньском проливе).
В марте 1959 года произошло Тибетское восстание.
Осенью 1962 года произошла китайско-индийская пограничная война.

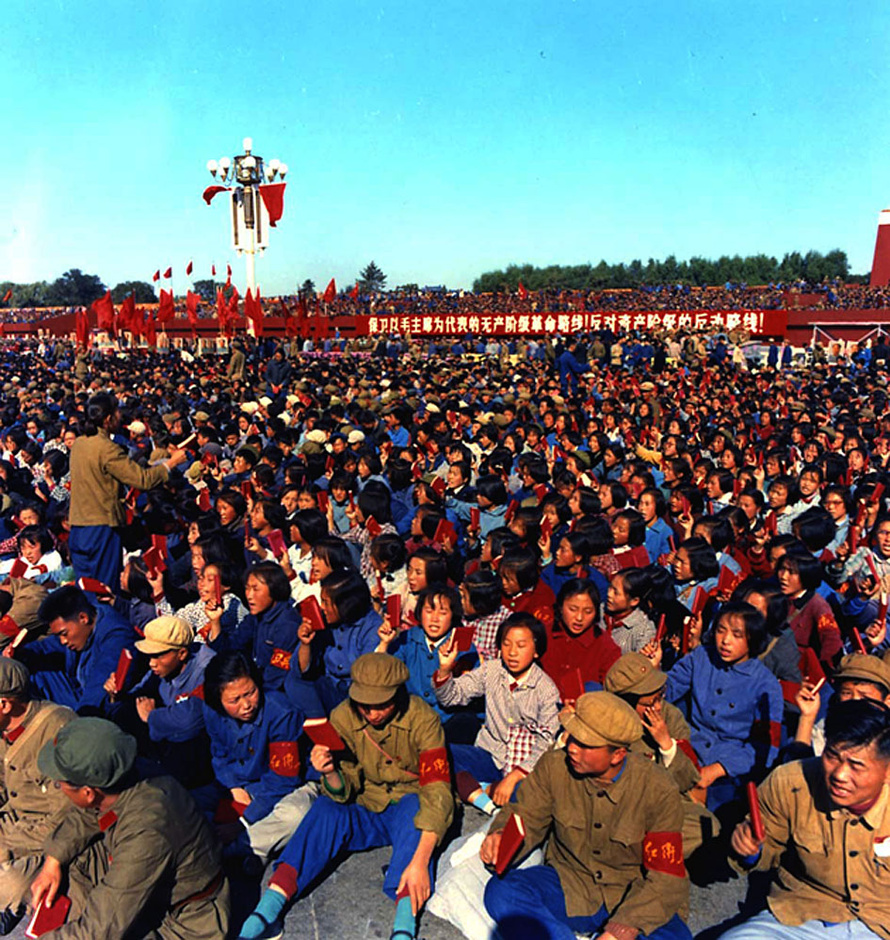
Хунвейбины на площади Тяньаньмэнь в 1966 году

В 1966 году председателем КПК Мао Цзэдуном была начата массовая кампания под лозунгом борьбы с «ревизионизмом» и «остатками буржуазии в партии, правительстве и армии», известная как «Культурная революция». Её фактической задачей было утверждение маоизма в качестве единственной государственной идеологии и уничтожение политической оппозиции. Массовая мобилизация молодёжи, получившей название «красногвардейцев», была лишена четкой организации, по причине внезапности действий Председателя и отсутствия единства в среде лидеров КПК. Фанатически преданные «образу Председателя» студенты, рабочие и школьники занялись поиском и разоблачением «классовых врагов», подстрекаемые радикальной кликой к атакам на более умеренных лидеров партии.
В сентябре 1971 года был раскрыт заговор Линь Бяо против Мао.
Наметилось изменение курса в стране, характеризующееся как поворот к Западу. Советско-китайский раскол начавшийся в 1957 г. достиг максимальной остроты в пограничных столкновениях 1969 года (Пограничный конфликт на острове Даманский и Пограничный конфликт у озера Жаланашколь).
В 1972 году вследствие «пинг-понговой дипломатии» произошла встреча Мао Цзэдуна и Ричарда Никсона.
В марте 1973 года Дэн Сяопин становится вице-премьером в правительстве Чжоу Эньлая, на X съезде КПК избирается членом ЦК, в декабре по предложению Мао Цзэдуна вводится в состав Политбюро ЦК КПК.
После смерти Мао в 1976 году последовало низложение «банды четырёх», затем «Малой банды четырёх» и постепенное отстранение прямого преемника Мао Хуа Гофэна. Власть в стране взяли реформаторы во главе с Дэн Сяопином, которые в 1977 году заявили о необходимости исправления ошибок, допущенных в ходе Культурной революции, а в конце 1978 года провозгласили на 3-м пленуме ЦК КПК 11-го созыва политику «реформ и открытости». В политической сфере в 1978—1979 годах произошла кратковременная либерализация, получившая название «Пекинская весна».
В феврале — марте 1979 года произошла китайско-вьетнамская война — первая в истории война между социалистическими странами. Китайско-вьетнамские вооружённые столкновения продолжались до 1990 года.
Реальный старт экономической реформе был дан на XII съезде КПК (1982 г.). На XIII съезде КПК (1987 г.) было дано подробное толкование теории начального этапа социализма, согласно которой социалистический строй и социалистическая экономическая система — разные вещи, то есть социалистический политический режим не подразумевает безусловной плановой централизации всей экономики, а позволяет использовать и рыночные механизмы, особенно в паре «государство-предприятие». На XIV съезде КПК (1992 г.) был провозглашен курс на построение социалистической рыночной экономической системы с китайской спецификой.
Практически все 800 млн крестьян получили право на свободное сельскохозяйственное производство. В основном была отменена система госзаготовок, освобождены цены на большинство видов сельскохозяйственной продукции. Результатом этих мер стал выход аграрного сектора из застоя, вступление крестьянских хозяйств на путь специализации и повышения товарности. Организованные в деревне по инициативе крестьян волостно-поселковые предприятия позволили обеспечить рост занятости (120 млн чел.) и повысить жизненный уровень крестьян. Задача обеспечения страны зерном была в основном решена в 1980-х. Постепенно в деревне сформировалась двухслойная хозяйственная система на основе сочетания коллективной собственности и семейного подряда.
В области промышленной политики правительство Китая, начиная с 1984 года сделало упор на концепцию плановой товарной экономики. На практике это означало перевод части отдельных городских предприятий на самоокупаемость. Активно привлекались иностранные инвестиции.
Успешное проведение политики либерализации в сочетании с жёстко проводимой политикой ограничения рождаемости (снижение рождаемости за 20 лет составило не менее 200 млн человек) позволило создать динамичную экономику.
В апреле 1989 года смерть бывшего генерального секретаря ЦК КПК Ху Яобана, считавшегося сторонником демократизации, вызвала волнения во многих городах КНР. Особую активность проявили студенты Пекина. 16 апреля 1989 года группа студентов устроила на площади Тяньаньмэнь акцию в память о Ху Яобане. Публикация фоторепортажа об этом была воспринята как одобрение акции партийным руководством. В Пекине начались демонстрации, в которых приняло участие до 2 млн человек, на площади Тяньаньмэнь происходил непрерывный митинг.
Участников демонстраций ободрило заявление генерального секретаря ЦК КПК Чжао Цзыяна о том, что тенденция противодействия реформам так же опасна, как и «буржуазная либерализация».
Однако в партийном руководстве возобладали сторонники применения силовых методов против демонстрантов. 3 июня 1989 года войскам был дан приказ подавить «контрреволюционный мятеж». В ходе расправы над участниками протестов в Пекине и других городах погибло до нескольких тысяч человек, были произведены массовые аресты. Военное положение в Пекине было отменено лишь в январе 1990 года.
Созванный 23—24 июня 1989 года пленум ЦК КПК заменил Чжао Цзыяна на посту генерального секретаря ЦК КПК Цзян Цзэминем. Вплоть до своей смерти в 2005 году Чжао Цзыян находился под домашним арестом.
В 1997 году Великобритания вернула КНР Сянган (Гонконг), а в 1999 году Португалия вернула КНР Аомынь (Макао). Эти территории получили особый статус в составе КНР.
В начале XXI века Китай превратился в «мировую фабрику», куда переводится ряд производств из развитых стран Европы, Северной Америки и Японии. Однако бурный экономический рост во многом связан с дешевизной рабочей силы, слабым уровнем техники безопасности и плохим контролем за экологией.

## Политическая стратегия
Воинственные кочевники хунну, явно китайского происхождения, вели войны с империей Хань в течение 147 лет. После длительной борьбы вождь хунну Хуханье сдался императору Хань и согласился платить дань и оставить сына в заложники. Это привело к появлению специального подхода к обращению с варварами, который до сих пор применяется в Китае и является основной политической стратегией. В 199 году до н. э. ученый Лю Цзин впервые описал и обосновал набор практик по обращению с варварами, который включал в себя «коррупцию» и «индоктринацию».
Первым инструментом обустройства варваров, рекомендованным Лю Цзином, была «коррупция» или «привязанность» в экономическом смысле. Идея заключалась в том, чтобы сделать хуннов экономически зависимыми от Китая, предлагая им товары, такие как шелк и шерстяные ткани вместо их собственных грубых материалов. Кроме того, они предлагали поставлять другие товары, которые превосходили навыки кочевников, в обмен на услуги или в качестве налога, чтобы укрепить державу Хань.
Второй метод обращения с варварами, известный как «индоктринация», предполагал, что гуннам необходимо было принять авторитарную конфуцианскую систему ценностей и коллективистские нормы поведения Хань вместо степной системы ценностей, которая допускала добровольную присягу героическим и успешным в боях и походах лидерам кочевников. Преимущество этого метода заключалось в том, что после брака с дочерью императора, сын и наследник кагана морально обязывался подчиняться своему тестю, и это подчинение сохранялось, даже когда сам наследник становился каганом. Более значимое и долговременное воздействие этого метода заключалось в том, что политическая культура хуннов постепенно разрушалась полностью, а кочевники оказывались психологически и экономически зависимыми от влияния империи, которое благожелательно и дружественно направлялось на них, пока Хань была слабой. Затем, когда хунны стали вассалами, это влияние прекратилось. В XXI веке с точки зрения КПК роль варваров играют США.
В XXI веке Китай приглашает множество политиков в Пекин, в частности из Африки. Пекин одаривает африканских гостей ценными подарками, в том числе в твердой валюте. Китайские инвестиции по сравнению с другими инвестициями направленные в другие страны создают меньше мест для местных жителей.